# 2017-es Formula–1 világbajnokság
A 2017-es Formula–1 világbajnokság volt sorrendben a 68. Formula–1-es szezon, amelyet a sport irányító testülete, a Nemzetközi Automobil Szövetség szervezett. A csapatok és a versenyzők húsz futamból álló szezont teljesítettek, amely március 26-án, az ausztrál nagydíjjal vette kezdetét a melbourne-i Albert Parkban, és november 26-án ért véget az abu-dzabi nagydíjjal a Yas Marina öbölben, miután a versenyzőknél és a konstruktőröknél egyaránt bajnokot avattak.
Jelentős változás volt a sportág történetében, hogy az amerikai illetőségű Liberty Media vette át Bernie Ecclestone helyét a sportágat irányító testület élén, ami számos média- és szurkolóbarát intézkedéssel járt a szezon közben.
Huszonhárom év után először fordult elő, hogy a regnáló világbajnok a távozása okán nem lett a mezőny tagja, miután 2016 decemberében Nico Rosberg bejelentette visszavonulását. Erre ezt megelőzően Alain Prost leköszönését követően volt példa, 1994-ben. A Mercedes istálló címvédőként kezdte a szezont, miután sorozatban a harmadik bajnoki címét szerezte meg a 2016-os japán nagydíjon.
A világbajnokságot végül az így négyszeres bajnokká váló Lewis Hamilton nyerte, miután ezt matematikailag is bebiztosította a mexikói nagydíjon. Hamilton 363 pontot ért el, mögötte Sebastian Vettel végzett a második helyen 317 ponttal, Valtteri Bottas pedig a harmadik helyen, 305 ponttal. A konstruktőröknél az amerikai nagydíjon a Mercedes sorozatban a negyedik bajnoki címét is megszerezte. A német gyártó 668 pontot gyűjtött; a Ferrari 522 ponttal végzett a második helyen, míg a Red Bull 368 egységgel lett harmadik.
Felipe Massa az utolsó futam után befejezte Formula–1-es pályafutását. A brazil tizenhat szezonon át volt a mezőny tagja, ez idő alatt pedig 272 nagydíjon állt rajthoz, 11 győzelmet aratott, 2008-ban pedig kevésen múlott, hogy nem ünnepelhetett világbajnoki címet.

## Az új Formula–1

### Változtatások 2017-től
A sportág történetében nagy változás állt be azzal, hogy az amerikai Liberty Media felvásárolta a száguldó cirkuszt. Bernie Ecclestone-t súlytalan pozícióba helyezték, helyére pedig Ross Brawn került. Az új tulajdonos szemléletváltást is eredményezett: számos szurkolóbarát intézkedéssel hozták közelebb a sportágat a nézőkhöz. A csapatok sokkal kevesebb megkötéstől szenvedtek, és az új tulajdonos bátorította is őket a közösségi média használatára. Az Ecclestone-éra zárt, a megközelíthetetlenség mítoszát sugárzó száguldó cirkusza fokozatosan feloldódott.
Amire nem került sor: 2009-es kivezetése után visszatérhetett volna a futam közbeni tankolás rendszere, ám ezt a csapatok elutasították.
Már pár évvel korábban eldöntötték, hogy 2017 ismét a szabályváltozások éve lesz. Ezért az idény előtt minden versenypályát felülvizsgáltak biztonsági szempontból, ugyanis a szurkolói panaszokra reagálva döntés született az autók körönkénti 5-6 másodperccel történő gyorsításáról, és ezáltal a futamok látványosabbá, izgalmasabbá tételéről is. Ezt az aerodinamikai szabályok – nagyobb és laposabb hátsó szárny, valamint „cápauszony” használatát engedélyező – módosításaival, szélesebb abroncsok bevezetésével és az autók súlyának csökkentésével érték el, továbbá növelték a V6-os turbómotorok fordulatszámát, és a hangjukat is erősebbé tették. Megengedték a motorborítás tetején lévő úgynevezett T-szárny használatát is, melyet a Force India saját megoldással egészített ki (fűrészfogú terelőelemmel). Ötödik motor beszerelése a szezon folyamán továbbra sem lett engedélyezve, és a versenyzők nem halmozhattak erőforráselemeket: ha egy hétvégén (a maximális öt egységen felül) egynél többet szereltek be egy adott elemből, akkor csak az utolsót lehetett továbbvinni a következő futamokra. A szezon első öt nagydíjára a Pirelli jelölte ki a gumiösszeállításokat a csapatok számára.
Megszűnt az ún. zsetonrendszer, amely korlátozta a motorok fejlesztését, így lehetőséget biztosítottak a csapatoknak a szezon közbeni felzárkózásra. A motorok költségét is limitálták. A futamokon felhasználható maximális üzemanyagmennyiség 100-ról 105 kg-ra nőtt. Ettől az évtől kezdve a mezőny esőben is állórajttal indulhatott el (nem pedig a biztonsági autó mögött, ami csak addig marad a mezőny előtt, amíg a pálya nem alkalmas a versenyzésre). A pilóták évente egyszer megváltoztathatták sisakfestésüket.
Rengeteg kritika tárgya volt az a szabály, miszerint az autó bizonyos egységeinek meghibásodás miatti (különösen a megengedett darabszám feletti) cseréje automatikusan rajtbüntetéssel jár, méghozzá akár több tíz helynyivel is. Ehhez érdemben nem nyúltak, viszont előírták, hogy ilyen esetben csak egyetlen további alkatrészt lehet kicserélni – eddig az egészet cserélhették büntetlenül.
A Renault és a Red Bull/Toro Rosso-páros előző évi vitája miatt előírássá vált, hogy a motorszállítók bizonyos feltételek mellett kötelesek motort adni olyan csapatoknak, akiknek nincs. Az FIA továbbá eltörölte azt a fékezési manővereket korlátozó szabályt, amely mindössze egy évet volt érvényben.
A Spanyol Nagydíjtól kezdve látványos újítás lett, hogy a rajtszámokat nagyobb méretben kell feltüntetni az autókon, illetve a versenyzők tévéközvetítésben használt monogramját is ki kell írni a motorborításon.

## Átigazolások

### Csapatváltások
- Nico Hülkenberg: Sahara Force India-pilóta → Renault F1-pilóta[13]
- Kevin Magnussen: Renault F1-pilóta → Haas F1 Team-pilóta[14]
- Esteban Ocon: Manor Racing-pilóta → Sahara Force India-pilóta[15]
- Pascal Wehrlein: Manor Racing-pilóta → Sauber F1 Team-pilóta[16]
- Valtteri Bottas: Williams F1-pilóta → Mercedes AMG F1-pilóta[17]
- Carlos Sainz Jr.: Scuderia Toro Rosso-pilóta → Renault F1 -pilóta[18][19] (az amerikai nagydíjtól kezdve)

### Újonc pilóták
- Lance Stroll: Formula–3 Prema Powerteam-pilóta → Williams F1-pilóta[20]
- Antonio Giovinazzi: Ferrari-tesztpilóta → Sauber F1 Team-pilóta[21] (csak az ausztrál és a kínai nagydíjon, Pascal Wehrlein helyén)
- Pierre Gasly: Super Formula Team Mugen-pilóta → Scuderia Toro Rosso-pilóta[22] (a maláj nagydíjtól kezdve)
- Brendon Hartley: WEC LMP1 Porsche Team-pilóta → Scuderia Toro Rosso-pilóta[23] (az amerikai nagydíjtól kezdve)

### Visszatérő pilóták
- Stoffel Vandoorne:[24] McLaren-Honda-teszt- és tartalékpilóta → McLaren-Honda-pilóta[25]
- Jenson Button: McLaren-Honda-pilóta[26] (csak a monacói nagydíjon, az Indianapolisi 500-on versenyző Fernando Alonso helyett)
- Paul di Resta: Williams F1-pilóta[27][28][29] (csak a magyar nagydíjon, a beteg Felipe Massa helyén)

### Távozó pilóták
- Jenson Button: McLaren-Honda-pilóta → McLaren-Honda-teszt- és tartalékpilóta[30]
- Nico Rosberg: Mercedes AMG F1 -pilóta → visszavonult[31][32][33]
- Esteban Gutiérrez: Haas F1 Team-pilóta → Formula–E Techeetah-pilóta[34]
- Felipe Nasr: Sauber F1 Team-pilóta → ?
- Jolyon Palmer: Renault F1-pilóta → ?[35] (a japán nagydíj után)
- Danyiil Kvjat: Scuderia Toro Rosso-pilóta → ?[36] (az amerikai nagydíj után)

### Motorszállító-váltások
- A Toro Rosso  Ferrari-motorokról  Renault-motorokra váltott.[37]

### Megszűnt csapatok
- Manor Racing[38]

## A szezon előtt

### Új autófejlesztések
| Konstruktőr | Autó  | Bemutató ideje | Bemutató helye |
| ----------- | ----- | -------------- | -------------- |
| Sauber      | C36   | február 20.    | online         |
| Renault     | RS17  | február 21.    | London         |
| Force India | VJM10 | február 22.    | Silverstone    |
| Mercedes    | W08   | február 23.    | Silverstone    |
| Ferrari     | SF70H | február 24.    | Maranello      |
| McLaren     | MCL32 | február 24.    | Woking         |
| Williams    | FW40  | február 25.    | online         |
| Red Bull    | RB13  | február 26.    | online         |
| Haas        | VF-17 | február 26.    | online         |
| Toro Rosso  | STR12 | február 26.    | Barcelona      |

### Tesztek
| Dátum        | Helyszín                           | Pálya                         | Leggyorsabb versenyző | Csapat            | Idő      | Kör |
| ------------ | ---------------------------------- | ----------------------------- | --------------------- | ----------------- | -------- | --- |
| Február 27.  | Barcelona, Spanyolország           | Circuit de Catalunya          | Lewis Hamilton        | Mercedes          | 1:21,765 | 73  |
| Február 28.  | Barcelona, Spanyolország           | Circuit de Catalunya          | Kimi Räikkönen        | Ferrari           | 1:20,960 | 108 |
| Március 1.   | Barcelona, Spanyolország           | Circuit de Catalunya          | Valtteri Bottas       | Mercedes          | 1:19,705 | 75  |
| Március 2.   | Barcelona, Spanyolország           | Circuit de Catalunya          | Kimi Räikkönen        | Ferrari           | 1:20,872 | 93  |
| Március 7.   | Barcelona, Spanyolország           | Circuit de Catalunya          | Felipe Massa          | Williams-Mercedes | 1:19,726 | 168 |
| Március 8.   | Barcelona, Spanyolország           | Circuit de Catalunya          | Valtteri Bottas       | Mercedes          | 1:19,310 | 70  |
| Március 9.   | Barcelona, Spanyolország           | Circuit de Catalunya          | Sebastian Vettel      | Ferrari           | 1:19,024 | 156 |
| Március 10.  | Barcelona, Spanyolország           | Circuit de Catalunya          | Kimi Räikkönen        | Ferrari           | 1:18,634 | 108 |
| Április 18.  | Szahír, Bahrein                    | Bahrain International Circuit | Lewis Hamilton        | Mercedes          | 1:31,358 | 97  |
| Április 19.  | Szahír, Bahrein                    | Bahrain International Circuit | Valtteri Bottas       | Mercedes          | 1:31,280 | 143 |
| Augusztus 1. | Mogyoród, Magyarország             | Hungaroring                   | Charles Leclerc       | Ferrari           | 1:17,746 | 98  |
| Augusztus 2. | Mogyoród, Magyarország             | Hungaroring                   | Sebastian Vettel      | Ferrari           | 1:17,124 | 40  |
| November 28. | Abu-Dzabi, Egyesült Arab Emírségek | Yas Marina Circuit            | Kimi Räikkönen        | Ferrari           | 1:37,768 | 99  |
| November 29. | Abu-Dzabi, Egyesült Arab Emírségek | Yas Marina Circuit            | Sebastian Vettel      | Ferrari           | 1:37,551 | 118 |

Részletes teszteredmények
| Barcelona, Spanyolország                                                                            | Barcelona, Spanyolország | Barcelona, Spanyolország | Barcelona, Spanyolország | Barcelona, Spanyolország | Barcelona, Spanyolország | Barcelona, Spanyolország | Barcelona, Spanyolország | Barcelona, Spanyolország | Barcelona, Spanyolország |
| --------------------------------------------------------------------------------------------------- | ------------------------ | ------------------------ | ------------------------ | ------------------------ | ------------------------ | ------------------------ | ------------------------ | ------------------------ | ------------------------ |
| Időjárás: február 27.: száraz • február 28.: száraz • március 1.: száraz • március 2.: vizes/száraz |                          |                          |                          |                          |                          |                          |                          |                          |                          |
| Dátum                                                                                               | Hely.                    | Versenyző                | Csapat/motor             | Modell                   | Idő                      | Kül.                     | Előző                    | Km/ó                     | Kör                      |
| február 27.                                                                                         | 1                        | Lewis Hamilton           | Mercedes                 | F1 W08                   | 1:21,765                 | –                        | –                        | 204,953                  | 73                       |
| február 27.                                                                                         | 2                        | Sebastian Vettel         | Ferrari                  | SF70H                    | 1:21,878                 | +0,113                   | +0,113                   | 204,670                  | 128                      |
| február 27.                                                                                         | 3                        | Felipe Massa             | Williams-Mercedes        | FW40                     | 1:22,760                 | +0,311                   | +0,198                   | 204,177                  | 103                      |
| február 27.                                                                                         | 4                        | Kevin Magnussen          | Haas-Ferrari             | VF-17                    | 1:22,894                 | +1,129                   | +0,818                   | 202,162                  | 51                       |
| február 27.                                                                                         | 5                        | Daniel Ricciardo         | Red Bull-TAG Heuer       | RB12                     | 1:22,926                 | +1,161                   | +0,032                   | 202,084                  | 50                       |
| február 27.                                                                                         | 6                        | Valtteri Bottas          | Mercedes                 | F1 W08                   | 1:23,169                 | +1,404                   | +0,243                   | 201,493                  | 79                       |
| február 27.                                                                                         | 7                        | Sergio Pérez             | Force India-Mercedes     | VJM10                    | 1:23,709                 | +1,944                   | +0.540                   | 200,194                  | 39                       |
| február 27.                                                                                         | 8                        | Carlos Sainz Jr.         | Toro Rosso-Ferrari       | STR12                    | 1:24,494                 | +2,729                   | +0,785                   | 198,334                  | 52                       |
| február 27.                                                                                         | 9                        | Nico Hülkenberg          | Renault                  | RS17                     | 1:24,784                 | +3,019                   | +0,290                   | 197,655                  | 57                       |
| február 27.                                                                                         | 10                       | Fernando Alonso          | McLaren-Honda            | MCL32                    | 1:24,852                 | +3,087                   | +0,068                   | 197,497                  | 29                       |
| február 27.                                                                                         | 11                       | Marcus Ericsson          | Sauber-Ferrari           | C36                      | 1:26,841                 | +5,076                   | +1,989                   | 192,973                  | 73                       |
| Forrás                                                                                              |                          |                          |                          |                          |                          |                          |                          |                          |                          |
| február 28.                                                                                         | 1                        | Kimi Räikkönen           | Ferrari                  | SF70H                    | 1:20,960                 | –                        | –                        | 206,991                  | 108                      |
| február 28.                                                                                         | 2                        | Lewis Hamilton           | Mercedes                 | F1 W08                   | 1:20,983                 | +0,023                   | +0,023                   | 206,932                  | 66                       |
| február 28.                                                                                         | 3                        | Max Verstappen           | Red Bull-TAG Heuer       | RB12                     | 1:22,200                 | +1,240                   | +1,217                   | 203,869                  | 89                       |
| február 28.                                                                                         | 4                        | Kevin Magnussen          | Haas-Ferrari             | VF-17                    | 1:22,204                 | +1,224                   | +0,004                   | 203,859                  | 118                      |
| február 28.                                                                                         | 5                        | Esteban Ocon             | Force India-Mercedes     | VJM10                    | 1:22,509                 | +1,549                   | +0,305                   | 203,105                  | 86                       |
| február 28.                                                                                         | 6                        | Danyiil Kvjat            | Toro Rosso-Ferrari       | STR12                    | 1:22,956                 | +1,996                   | +0,447                   | 202,011                  | 68                       |
| február 28.                                                                                         | 7                        | Valtteri Bottas          | Mercedes                 | F1 W08                   | 1:22,986                 | +2,026                   | +0.030                   | 201,938                  | 102                      |
| február 28.                                                                                         | 8                        | Jolyon Palmer            | Renault                  | RS17                     | 1:24,139                 | +3,179                   | +1,153                   | 199,170                  | 53                       |
| február 28.                                                                                         | 9                        | Antonio Giovinazzi       | Sauber-Ferrari           | C36                      | 1:24,617                 | +3,657                   | +0,478                   | 198,045                  | 67                       |
| február 28.                                                                                         | 10                       | Stoffel Vandoorne        | McLaren-Honda            | MCL32                    | 1:25,600                 | +4,640                   | +0,983                   | 195,771                  | 29                       |
| február 28.                                                                                         | 11                       | Lance Stroll             | Williams-Mercedes        | FW40                     | 1:26,040                 | +5,080                   | +0,440                   | 194,770                  | 12                       |
| Forrás                                                                                              |                          |                          |                          |                          |                          |                          |                          |                          |                          |
| március 1.                                                                                          | 1                        | Valtteri Bottas          | Mercedes                 | F1 W08                   | 1:19,705                 | –                        | –                        | 210,250                  | 75                       |
| március 1.                                                                                          | 2                        | Sebastian Vettel         | Ferrari                  | SF70H                    | 1:19,952                 | +0,247                   | +0,247                   | 209,601                  | 139                      |
| március 1.                                                                                          | 3                        | Daniel Ricciardo         | Red Bull-TAG Heuer       | RB12                     | 1:21,153                 | +1,448                   | +1,201                   | 206,499                  | 70                       |
| március 1.                                                                                          | 4                        | Jolyon Palmer            | Renault                  | RS17                     | 1:21,396                 | +1,691                   | +0,243                   | 205,882                  | 51                       |
| március 1.                                                                                          | 5                        | Nico Hülkenberg          | Renault                  | RS17                     | 1:21,791                 | +2,086                   | +0,395                   | 204,888                  | 42                       |
| március 1.                                                                                          | 6                        | Marcus Ericsson          | Sauber-Ferrari           | C36                      | 1:21,824                 | +2,119                   | +0,033                   | 204,805                  | 126                      |
| március 1.                                                                                          | 7                        | Lewis Hamilton           | Mercedes                 | F1 W08                   | 1:22,090                 | +2,385                   | +0.266                   | 204,142                  | 95                       |
| március 1.                                                                                          | 8                        | Romain Grosjean          | Haas-Ferrari             | VF-17                    | 1:22,118                 | +2,413                   | +0,028                   | 204,702                  | 56                       |
| március 1.                                                                                          | 9                        | Lance Stroll             | Williams-Mercedes        | FW40                     | 1:22,351                 | +2,646                   | +0,233                   | 203,495                  | 98                       |
| március 1.                                                                                          | 10                       | Fernando Alonso          | McLaren-Honda            | MCL32                    | 1:22,598                 | +2,893                   | +0,247                   | 202,886                  | 72                       |
| március 1.                                                                                          | 11                       | Carlos Sainz Jr.         | Toro Rosso-Ferrari       | STR12                    | 1:23,540                 | +3,835                   | +0,942                   | 200,599                  | 32                       |
| március 1.                                                                                          | 12                       | Alfonso Celis, Jr.       | Force India-Mercedes     | VJM10                    | 1:23,568                 | +3,863                   | +0,028                   | 200,531                  | 71                       |
| március 1.                                                                                          | 13                       | Danyiil Kvjat            | Toro Rosso-Ferrari       | STR12                    | 1:23,952                 | +4,247                   | +0,384                   | 199,614                  | 31                       |
| Forrás                                                                                              |                          |                          |                          |                          |                          |                          |                          |                          |                          |
| március 2.                                                                                          | 1                        | Kimi Räikkönen           | Ferrari                  | SF70H                    | 1:20,872                 | –                        | –                        | 207,216                  | 93                       |
| március 2.                                                                                          | 2                        | Max Verstappen           | Red Bull-TAG Heuer       | RB12                     | 1:21,769                 | +0,897                   | +0,897                   | 204,943                  | 85                       |
| március 2.                                                                                          | 3                        | Jolyon Palmer            | Renault                  | RS17                     | 1:21,778                 | +0,906                   | +0,009                   | 204,921                  | 39                       |
| március 2.                                                                                          | 4                        | Romain Grosjean          | Haas-Ferrari             | VF-17                    | 1:22,309                 | +1,437                   | +0,531                   | 203,599                  | 118                      |
| március 2.                                                                                          | 5                        | Antonio Giovinazzi       | Sauber-Ferrari           | C36                      | 1:22,401                 | +1,529                   | +0,092                   | 203,371                  | 84                       |
| március 2.                                                                                          | 6                        | Sergio Pérez             | Force India-Mercedes     | VJM10                    | 1:22,534                 | +1,662                   | +0,133                   | 203,044                  | 82                       |
| március 2.                                                                                          | 7                        | Stoffel Vandoorne        | McLaren-Honda            | MCL32                    | 1:22,576                 | +1,704                   | +0.042                   | 202,940                  | 67                       |
| március 2.                                                                                          | 8                        | Valtteri Bottas          | Mercedes                 | F1 W08                   | 1:23,443                 | +2,571                   | +0,867                   | 200,832                  | 68                       |
| március 2.                                                                                          | 9                        | Nico Hülkenberg          | Renault                  | RS17                     | 1:24,974                 | +4,102                   | +1,531                   | 197,213                  | 51                       |
| március 2.                                                                                          | 10                       | Danyiil Kvjat            | Toro Rosso-Ferrari       | STR12                    |                          |                          |                          |                          | 1                        |
| március 2.                                                                                          | Forrás                   |                          |                          |                          |                          |                          |                          |                          |                          |

| Barcelona, Spanyolország                                                                     | Barcelona, Spanyolország | Barcelona, Spanyolország | Barcelona, Spanyolország | Barcelona, Spanyolország | Barcelona, Spanyolország | Barcelona, Spanyolország | Barcelona, Spanyolország | Barcelona, Spanyolország | Barcelona, Spanyolország |
| -------------------------------------------------------------------------------------------- | ------------------------ | ------------------------ | ------------------------ | ------------------------ | ------------------------ | ------------------------ | ------------------------ | ------------------------ | ------------------------ |
| Időjárás: március 7.: száraz • március 8.: száraz • március 9.: száraz • március 10.: száraz |                          |                          |                          |                          |                          |                          |                          |                          |                          |
| Dátum                                                                                        | Hely.                    | Versenyző                | Csapat/motor             | Modell                   | Idő                      | Kül.                     | Előző                    | Km/ó                     | Kör                      |
| március 7.                                                                                   | 1                        | Felipe Massa             | Williams-Mercedes        | FW40                     | 1:19,726                 | –                        | –                        | 210,195                  | 168                      |
| március 7.                                                                                   | 2                        | Daniel Ricciardo         | Red Bull-TAG Heuer       | RB12                     | 1:19,900                 | +0,174                   | +0,174                   | 209,737                  | 89                       |
| március 7.                                                                                   | 3                        | Sebastian Vettel         | Ferrari                  | SF70H                    | 1:19,906                 | +0,180                   | +0,006                   | 209,721                  | 168                      |
| március 7.                                                                                   | 4                        | Lewis Hamilton           | Mercedes                 | F1 W08                   | 1:20,456                 | +0,730                   | +0,550                   | 208,288                  | 49                       |
| március 7.                                                                                   | 5                        | Valtteri Bottas          | Mercedes                 | F1 W08                   | 1:20,924                 | +1,198                   | +0,468                   | 207,083                  | 86                       |
| március 7.                                                                                   | 6                        | Esteban Ocon             | Force India-Mercedes     | VJM10                    | 1:21,347                 | +1,621                   | +0,423                   | 206,006                  | 142                      |
| március 7.                                                                                   | 7                        | Nico Hülkenberg          | Renault                  | RS17                     | 1:21,589                 | +1,863                   | +0.242                   | 205,395                  | 57                       |
| március 7.                                                                                   | 8                        | Kevin Magnussen          | Haas-Ferrari             | VF-17                    | 1:21,676                 | +1,950                   | +0,087                   | 205,177                  | 81                       |
| március 7.                                                                                   | 9                        | Danyiil Kvjat            | Toro Rosso-Ferrari       | STR12                    | 1:21,743                 | +2,017                   | +0,067                   | 205,008                  | 83                       |
| március 7.                                                                                   | 10                       | Stoffel Vandoorne        | McLaren-Honda            | MCL32                    | 1:22,537                 | +2,811                   | +0,794                   | 203,036                  | 80                       |
| március 7.                                                                                   | 11                       | Pascal Wehrlein          | Sauber-Ferrari           | C36                      | 1:23,336                 | +3,610                   | +0,799                   | 201,090                  | 47                       |
| március 7.                                                                                   | 12                       | Marcus Ericsson          | Sauber-Ferrari           | C36                      | 1:23,630                 | +3,904                   | +0,294                   | 200,383                  | 53                       |
| március 7.                                                                                   | 13                       | Jolyon Palmer            | Renault                  | RS17                     | 1:24,790                 | +5,064                   | +1,160                   | 197,641                  | 15                       |
| Forrás                                                                                       |                          |                          |                          |                          |                          |                          |                          |                          |                          |
| március 8.                                                                                   | 1                        | Valtteri Bottas          | Mercedes                 | F1 W08                   | 1:19,310                 | –                        | –                        | 211,297                  | 70                       |
| március 8.                                                                                   | 2                        | Felipe Massa             | Williams-Mercedes        | FW40                     | 1:19,420                 | +0,110                   | +0,110                   | 211,005                  | 63                       |
| március 8.                                                                                   | 3                        | Kimi Räikkönen           | Ferrari                  | SF70H                    | 1:20,406                 | +1,096                   | +0,986                   | 208,417                  | 53                       |
| március 8.                                                                                   | 4                        | Max Verstappen           | Red Bull-TAG Heuer       | RB12                     | 1:20,432                 | +1,122                   | +0,026                   | 208,350                  | 102                      |
| március 8.                                                                                   | 5                        | Lance Stroll             | Williams-Mercedes        | FW40                     | 1:20,579                 | +1,269                   | +0,147                   | 207,970                  | 59                       |
| március 8.                                                                                   | 6                        | Lewis Hamilton           | Mercedes                 | F1 W08                   | 1:20,702                 | +1,392                   | +0,123                   | 207,653                  | 79                       |
| március 8.                                                                                   | 7                        | Nico Hülkenberg          | Renault                  | RS17                     | 1:21,213                 | +1,903                   | +0.511                   | 206,346                  | 61                       |
| március 8.                                                                                   | 8                        | Sergio Pérez             | Force India-Mercedes     | VJM10                    | 1:21,297                 | +1,987                   | +0,084                   | 206,133                  | 100                      |
| március 8.                                                                                   | 9                        | Carlos Sainz Jr.         | Toro Rosso-Ferrari       | STR12                    | 1:21,872                 | +2,562                   | +0,575                   | 204,685                  | 92                       |
| március 8.                                                                                   | 10                       | Romain Grosjean          | Haas-Ferrari             | VF-17                    | 1:21,887                 | +2,577                   | +0,015                   | 204,648                  | 96                       |
| március 8.                                                                                   | 11                       | Pascal Wehrlein          | Sauber-Ferrari           | C36                      | 1:23,000                 | +3,690                   | +1,113                   | 201,904                  | 59                       |
| március 8.                                                                                   | 12                       | Fernando Alonso          | McLaren-Honda            | MCL32                    | 1:23,041                 | +3,731                   | +0,041                   | 201,804                  | 46                       |
| március 8.                                                                                   | 13                       | Marcus Ericsson          | Sauber-Ferrari           | C36                      | 1:23,384                 | +4,074                   | +0,343                   | 200,974                  | 46                       |
| március 8.                                                                                   | 14                       | Jolyon Palmer            | Renault                  | RS17                     | 1:24,774                 | +5,464                   | +1,390                   | 197,679                  | 29                       |
| Forrás                                                                                       |                          |                          |                          |                          |                          |                          |                          |                          |                          |
| március 9.                                                                                   | 1                        | Sebastian Vettel         | Ferrari                  | SF70H                    | 1:19,024                 | –                        | –                        | 212,062                  | 156                      |
| március 9.                                                                                   | 2                        | Lewis Hamilton           | Mercedes                 | F1 W08                   | 1:19,352                 | +0,328                   | +0,328                   | 211,186                  | 52                       |
| március 9.                                                                                   | 3                        | Esteban Ocon             | Force India-Mercedes     | VJM10                    | 1:20,161                 | +1,137                   | +0,809                   | 209,054                  | 137                      |
| március 9.                                                                                   | 4                        | Danyiil Kvjat            | Toro Rosso-Ferrari       | STR12                    | 1:20,416                 | +1,392                   | +0,255                   | 208,391                  | 94                       |
| március 9.                                                                                   | 5                        | Kevin Magnussen          | Haas-Ferrari             | VF-17                    | 1:20,504                 | +1,480                   | +0,088                   | 208,164                  | 119                      |
| március 9.                                                                                   | 6                        | Daniel Ricciardo         | Red Bull-TAG Heuer       | RB12                     | 1:20,824                 | +1,800                   | +0,320                   | 207,339                  | 128                      |
| március 9.                                                                                   | 7                        | Stoffel Vandoorne        | McLaren-Honda            | MCL32                    | 1:21,348                 | +2,324                   | +0.524                   | 206,004                  | 48                       |
| március 9.                                                                                   | 8                        | Valtteri Bottas          | Mercedes                 | F1 W08                   | 1:21,819                 | +2,795                   | +0,471                   | 204,818                  | 95                       |
| március 9.                                                                                   | 9                        | Pascal Wehrlein          | Sauber-Ferrari           | C36                      | 1:22,347                 | +3,323                   | +0,528                   | 203,505                  | 44                       |
| március 9.                                                                                   | 10                       | Jolyon Palmer            | Renault                  | RS17                     | 1:22,418                 | +3,394                   | +0,071                   | 203,329                  | 53                       |
| március 9.                                                                                   | 11                       | Marcus Ericsson          | Sauber-Ferrari           | C36                      | 1:23,330                 | +4,306                   | +0,912                   | 201,104                  | 88                       |
| március 9.                                                                                   | 12                       | Felipe Massa             | Williams-Mercedes        | FW40                     | 1:24,443                 | +5,419                   | +1,113                   | 198,453                  | 80                       |
| március 9.                                                                                   | 13                       | Lance Stroll             | Williams-Mercedes        | FW40                     | 1:24,863                 | +5,839                   | +0,420                   | 197,471                  | 85                       |
| Forrás                                                                                       |                          |                          |                          |                          |                          |                          |                          |                          |                          |
| március 10.                                                                                  | 1                        | Kimi Räikkönen           | Ferrari                  | SF70H                    | 1:18,634                 | –                        | –                        | 213,114                  | 108                      |
| március 10.                                                                                  | 2                        | Max Verstappen           | Red Bull-TAG Heuer       | RB12                     | 1:19,438                 | +0,804                   | +0,804                   | 210,957                  | 69                       |
| március 10.                                                                                  | 3                        | Carlos Sainz Jr.         | Toro Rosso-Ferrari       | STR12                    | 1:19,837                 | +1,203                   | +0,399                   | 209,903                  | 129                      |
| március 10.                                                                                  | 4                        | Valtteri Bottas          | Mercedes                 | F1 W08                   | 1:19,845                 | +1,211                   | +0,008                   | 209,882                  | 53                       |
| március 10.                                                                                  | 5                        | Lewis Hamilton           | Mercedes                 | F1 W08                   | 1:19,885                 | +1,216                   | +0,005                   | 209,869                  | 52                       |
| március 10.                                                                                  | 6                        | Nico Hülkenberg          | Renault                  | RS17                     | 1:19,885                 | +1,251                   | +0,035                   | 209,777                  | 45                       |
| március 10.                                                                                  | 7                        | Sergio Pérez             | Force India-Mercedes     | VJM10                    | 1:20,116                 | +1,482                   | +0.231                   | 209,172                  | 128                      |
| március 10.                                                                                  | 8                        | Jolyon Palmer            | Renault                  | RS17                     | 1:20,205                 | +1,571                   | +0,089                   | 208,940                  | 43                       |
| március 10.                                                                                  | 9                        | Lance Stroll             | Williams-Mercedes        | FW40                     | 1:20,335                 | +1,701                   | +0,130                   | 208,601                  | 130                      |
| március 10.                                                                                  | 10                       | Romain Grosjean          | Haas-Ferrari             | VF-17                    | 1:21,110                 | +2,476                   | +0,775                   | 206,608                  | 76                       |
| március 10.                                                                                  | 11                       | Fernando Alonso          | McLaren-Honda            | MCL32                    | 1:21,389                 | +2,755                   | +0,279                   | 205,900                  | 43                       |
| március 10.                                                                                  | 12                       | Marcus Ericsson          | Sauber-Ferrari           | C36                      | 1:21,670                 | +3,036                   | +0,281                   | 205,192                  | 59                       |
| március 10.                                                                                  | 13                       | Pascal Wehrlein          | Sauber-Ferrari           | C36                      | 1:23,527                 | +4,893                   | +1,857                   | 200,630                  | 42                       |
| Forrás                                                                                       |                          |                          |                          |                          |                          |                          |                          |                          |                          |

| Bahrein, Bahrein                                    | Bahrein, Bahrein | Bahrein, Bahrein   | Bahrein, Bahrein     | Bahrein, Bahrein | Bahrein, Bahrein | Bahrein, Bahrein | Bahrein, Bahrein | Bahrein, Bahrein | Bahrein, Bahrein |
| --------------------------------------------------- | ---------------- | ------------------ | -------------------- | ---------------- | ---------------- | ---------------- | ---------------- | ---------------- | ---------------- |
| Időjárás: április 18.: száraz • április 19.: száraz |                  |                    |                      |                  |                  |                  |                  |                  |                  |
| Dátum                                               | Hely.            | Versenyző          | Csapat/motor         | Modell           | Idő              | Kül.             | Előző            | Km/ó             | Kör              |
| április 18.                                         | 1                | Lewis Hamilton     | Mercedes             | F1 W08           | 1:31,358         | –                | –                | 213,262          | 97               |
| április 18.                                         | 2                | Antonio Giovinazzi | Ferrari              | SF70H            | 1:31,984         | +0,626           | +0,626           | 211,811          | 93               |
| április 18.                                         | 3                | Daniel Ricciardo   | Red Bull-TAG Heuer   | RB12             | 1:32,349         | +0,991           | +0,365           | 210,974          | 45               |
| április 18.                                         | 4                | Romain Grosjean    | Haas-Ferrari         | VF-17            | 1:32,452         | +1,094           | +0,103           | 210,739          | 87               |
| április 18.                                         | 5                | Felipe Massa       | Williams-Mercedes    | FW40             | 1:32,509         | +1,151           | +0,057           | 210,609          | 56               |
| április 18.                                         | 6                | Nico Hülkenberg    | Renault              | RS17             | 1:33,624         | +2,266           | +1,115           | 208,100          | 74               |
| április 18.                                         | 7                | Lance Stroll       | Williams-Mercedes    | FW40             | 1:33,729         | +2,371           | +0,105           | 207,867          | 35               |
| április 18.                                         | 8                | Sean Gelael        | Toro Rosso-Ferrari   | STR12            | 1:33,885         | +2,527           | +0,156           | 207,522          | 78               |
| április 18.                                         | 9                | Sebastian Vettel   | Ferrari              | SF70H            | 1:33,894         | +2,536           | +0,009           | 207,502          | 89               |
| április 18.                                         | 10               | Alfonso Celis, Jr. | Force India-Mercedes | VJM10            | 1:33,939         | +2,581           | +0,045           | 207,403          | 71               |
| április 18.                                         | 11               | Marcus Ericsson    | Sauber-Ferrari       | C36              | 1:34,550         | +3,192           | +0,611           | 206,062          | 106              |
| április 18.                                         | 12               | Oliver Turvey      | McLaren-Honda        | MCL32            | 1:35,011         | +3,653           | +0,461           | 205,063          | 17               |
| Forrás                                              |                  |                    |                      |                  |                  |                  |                  |                  |                  |
| április 19.                                         | 1                | Valtteri Bottas    | Mercedes             | F1 W08           | 1:31,280         | –                | –                | 213,444          | 143              |
| április 19.                                         | 2                | Sebastian Vettel   | Ferrari              | SF70H            | 1:31,574         | +0,294           | +0,294           | 212,759          | 64               |
| április 19.                                         | 3                | Carlos Sainz Jr.   | Toro Rosso-Ferrari   | STR12            | 1:31,884         | +0,604           | +0,310           | 212,041          | 68               |
| április 19.                                         | 4                | Stoffel Vandoorne  | McLaren-Honda        | MCL32            | 1:32,108         | +0,828           | +0,224           | 211,526          | 81               |
| április 19.                                         | 5                | Kevin Magnussen    | Haas-Ferrari         | VF-17            | 1:32,120         | +0,840           | +0,012           | 211,498          | 88               |
| április 19.                                         | 6                | Esteban Ocon       | Force India-Mercedes | VJM10            | 1:32,142         | +0,862           | +0,022           | 211,448          | 60               |
| április 19.                                         | 7                | Danyiil Kvjat      | Toro Rosso-Ferrari   | STR12            | 1:32,213         | +0,933           | +0,071           | 211,285          | 61               |
| április 19.                                         | 8                | Gary Paffett       | Williams-Mercedes    | FW40             | 1:32,253         | +0,973           | +0,040           | 211,193          | 126              |
| április 19.                                         | 9                | Szergej Szirotkin  | Renault              | RS17             | 1:32,287         | +1,007           | +0,034           | 211,115          | 90               |
| április 19.                                         | 10               | Pierre Gasly       | Red Bull-TAG Heuer   | RB12             | 1:32,568         | +1,288           | +0,281           | 210,474          | 65               |
| április 19.                                         | 11               | Pascal Wehrlein    | Sauber-Ferrari       | C36              | 1:34,462         | +3,182           | +1,894           | 206,254          | 91               |
| április 19.                                         | 12               | Sergio Pérez       | Force India-Mercedes | VJM10            | 1:35,015         | +3,735           | +0,553           | 205,054          | 70               |
| Forrás                                              |                  |                    |                      |                  |                  |                  |                  |                  |                  |

| Hungaroring, Magyarország                             | Hungaroring, Magyarország | Hungaroring, Magyarország | Hungaroring, Magyarország | Hungaroring, Magyarország | Hungaroring, Magyarország | Hungaroring, Magyarország | Hungaroring, Magyarország | Hungaroring, Magyarország | Hungaroring, Magyarország |
| ----------------------------------------------------- | ------------------------- | ------------------------- | ------------------------- | ------------------------- | ------------------------- | ------------------------- | ------------------------- | ------------------------- | ------------------------- |
| Időjárás: augusztus 1.: száraz • augusztus 2.: száraz |                           |                           |                           |                           |                           |                           |                           |                           |                           |
| Dátum                                                 | Hely.                     | Versenyző                 | Csapat/motor              | Modell                    | Idő                       | Kül.                      | Előző                     | Km/ó                      | Kör                       |
| augusztus 1.                                          | 1                         | Charles Leclerc           | Ferrari                   | SF70H                     | 1:17,746                  | –                         | –                         | 202,861                   | 98                        |
| augusztus 1.                                          | 2                         | Stoffel Vandoorne         | McLaren-Honda             | MCL32                     | 1:17,834                  | +0,088                    | +0,088                    | 202,631                   | 72                        |
| augusztus 1.                                          | 3                         | Valtteri Bottas           | Mercedes                  | F1 W08                    | 1:18,732                  | +0,986                    | +0,898                    | 200,320                   | 155                       |
| augusztus 1.                                          | 4                         | George Russell            | Mercedes                  | F1 W08                    | 1:19,231                  | +1,485                    | +0,499                    | 199,058                   | 119                       |
| augusztus 1.                                          | 5                         | Lance Stroll              | Williams-Mercedes         | FW40                      | 1:19,866                  | +2,120                    | +0,635                    | 197,476                   | 138                       |
| augusztus 1.                                          | 6                         | Nyikita Mazepin           | Force India-Mercedes      | VJM10                     | 1:19,910                  | +2,164                    | +0,044                    | 197,367                   | 52                        |
| augusztus 1.                                          | 7                         | Nicholas Latifi           | Renault                   | RS17                      | 1:20,302                  | +2,556                    | +0,392                    | 196,404                   | 54                        |
| augusztus 1.                                          | 8                         | Sean Gelael               | Toro Rosso-Ferrari        | STR12                     | 1:20,341                  | +2,595                    | +0,039                    | 196,308                   | 101                       |
| augusztus 1.                                          | 9                         | Lucas Auer                | Force India-Mercedes      | VJM10                     | 1:20,563                  | +2,817                    | +0,222                    | 195,767                   | 54                        |
| augusztus 1.                                          | 10                        | Santino Ferrucci          | Haas-Ferrari              | VF-17                     | 1:21,185                  | +3,439                    | +0,622                    | 194,267                   | 102                       |
| augusztus 1.                                          | 11                        | Max Verstappen            | Red Bull-TAG Heuer        | RB12                      | 1:21,228                  | +3,482                    | +0,043                    | 194,165                   | 58                        |
| augusztus 1.                                          | 12                        | Gustav Malja              | Sauber-Ferrari            | C36                       | 1:21,503                  | +3,757                    | +0,275                    | 193,509                   | 108                       |
| Forrás                                                |                           |                           |                           |                           |                           |                           |                           |                           |                           |
| augusztus 2.                                          | 1                         | Sebastian Vettel          | Ferrari                   | SF70H                     | 1:17,124                  | –                         | –                         | 204,497                   | 40                        |
| augusztus 2.                                          | 2                         | Lando Norris              | McLaren-Honda             | MCL32                     | 1:17,385                  | +0,261                    | +0,261                    | 203,807                   | 91                        |
| augusztus 2.                                          | 3                         | Kimi Räikkönen            | Ferrari                   | SF70H                     | 1:17,842                  | +0,718                    | +0,457                    | 202,610                   | 60                        |
| augusztus 2.                                          | 4                         | Robert Kubica             | Renault                   | RS17                      | 1:18,572                  | +1,448                    | +0,730                    | 200,728                   | 142                       |
| augusztus 2.                                          | 5                         | Carlos Sainz Jr.          | Toro Rosso-Ferrari        | STR12                     | 1:18,850                  | +1,726                    | +0,278                    | 200,020                   | 68                        |
| augusztus 2.                                          | 6                         | Danyiil Kvjat             | Toro Rosso-Ferrari        | STR12                     | 1:19,116                  | +1,992                    | +0,266                    | 199,348                   | 54                        |
| augusztus 2.                                          | 7                         | Lucas Auer                | Force India-Mercedes      | VJM10                     | 1:19,242                  | +2,118                    | +0,126                    | 199,031                   | 49                        |
| augusztus 2.                                          | 8                         | George Russell            | Mercedes                  | F1 W08                    | 1:19,391                  | +2,267                    | +0,149                    | 198,657                   | 90                        |
| augusztus 2.                                          | 9                         | Nyikita Mazepin           | Force India-Mercedes      | VJM10                     | 1:19,692                  | +2,568                    | +0,301                    | 197,907                   | 48                        |
| augusztus 2.                                          | 10                        | Pierre Gasly              | Red Bull-TAG Heuer        | RB12                      | 1:20,337                  | +3,213                    | +0,645                    | 196,318                   | 107                       |
| augusztus 2.                                          | 11                        | Luca Ghiotto              | Williams-Mercedes         | FW40                      | 1:20,414                  | +3,290                    | +0,077                    | 196,130                   | 161                       |
| augusztus 2.                                          | 12                        | Santino Ferrucci          | Haas-Ferrari              | VF-17                     | 1:20,994                  | +3,870                    | +0,580                    | 194,726                   | 116                       |
| augusztus 2.                                          | 13                        | Macusita Nobuharu         | Sauber-Ferrari            | C36                       | 1:21,998                  | +4,874                    | +1,004                    | 192,341                   | 121                       |
| Forrás                                                |                           |                           |                           |                           |                           |                           |                           |                           |                           |

| Abu-Dzabi, Egyesült Arab Emírségek                    | Abu-Dzabi, Egyesült Arab Emírségek | Abu-Dzabi, Egyesült Arab Emírségek | Abu-Dzabi, Egyesült Arab Emírségek | Abu-Dzabi, Egyesült Arab Emírségek | Abu-Dzabi, Egyesült Arab Emírségek | Abu-Dzabi, Egyesült Arab Emírségek | Abu-Dzabi, Egyesült Arab Emírségek | Abu-Dzabi, Egyesült Arab Emírségek | Abu-Dzabi, Egyesült Arab Emírségek |
| ----------------------------------------------------- | ---------------------------------- | ---------------------------------- | ---------------------------------- | ---------------------------------- | ---------------------------------- | ---------------------------------- | ---------------------------------- | ---------------------------------- | ---------------------------------- |
| Időjárás: november 28.: száraz • november 29.: száraz |                                    |                                    |                                    |                                    |                                    |                                    |                                    |                                    |                                    |
| Dátum                                                 | Hely.                              | Versenyző                          | Csapat/motor                       | Modell                             | Idő                                | Kül.                               | Előző                              | Km/ó                               | Kör                                |
| november 28.                                          | 1                                  | Kimi Räikkönen                     | Ferrari                            | SF70H                              | 1:37,768                           | –                                  | –                                  | 204,509                            | 99                                 |
| november 28.                                          | 2                                  | Daniel Ricciardo                   | Red Bull-TAG Heuer                 | RB13                               | 1:38,066                           | +0,298                             | +0,298                             | 203,887                            | 109                                |
| november 28.                                          | 3                                  | Lewis Hamilton                     | Mercedes                           | F1 W08                             | 1:38,551                           | +0,783                             | +0,485                             | 202,884                            | 136                                |
| november 28.                                          | 4                                  | Romain Grosjean                    | Haas-Ferrari                       | VF-17                              | 1:39,270                           | +1,502                             | +0,719                             | 201,414                            | 137                                |
| november 28.                                          | 5                                  | Lance Stroll                       | Williams-Mercedes                  | FW40                               | 1:39,580                           | +1,812                             | +0,310                             | 200,787                            | 29                                 |
| november 28.                                          | 6                                  | Fernando Alonso                    | McLaren-Honda                      | MCL32                              | 1:39,762                           | +1,994                             | +0,182                             | 200,421                            | 115                                |
| november 28.                                          | 7                                  | Nico Hülkenberg                    | Renault                            | RS17                               | 1:39,803                           | +2,035                             | +0,041                             | 200,339                            | 85                                 |
| november 28.                                          | 8                                  | Nyikita Mazepin                    | Force India-Mercedes               | VJM10                              | 1:40,890                           | +3,122                             | +1,087                             | 198,180                            | 90                                 |
| november 28.                                          | 9                                  | Robert Kubica                      | Williams-Mercedes                  | FW40                               | 1:41,296                           | +3,528                             | +0,406                             | 197,386                            | 100                                |
| november 28.                                          | 10                                 | Sean Gelael                        | Toro Rosso-Ferrari                 | STR12                              | 1:41,428                           | +3,660                             | +0,132                             | 197,129                            | 117                                |
| november 28.                                          | 11                                 | Marcus Ericsson                    | Sauber-Ferrari                     | C36                                | 1:41,661                           | +3,893                             | +0,233                             | 196,677                            | 97                                 |
| november 28.                                          | 12                                 | Oliver Turvey                      | McLaren-Honda                      | MCL32                              | 1:41,912                           | +4,144                             | +0,251                             | 196,193                            | 105                                |
| Forrás                                                |                                    |                                    |                                    |                                    |                                    |                                    |                                    |                                    |                                    |
| november 29.                                          | 1                                  | Sebastian Vettel                   | Ferrari                            | SF70H                              | 1:37,551                           | –                                  | –                                  | 204,964                            | 118                                |
| november 29.                                          | 2                                  | Valtteri Bottas                    | Mercedes                           | F1 W08                             | 1:38,490                           | +0,939                             | +0,939                             | 203,009                            | 141                                |
| november 29.                                          | 3                                  | Max Verstappen                     | Red Bull-TAG Heuer                 | RB13                               | 1:38,736                           | +1,185                             | +0,246                             | 202,504                            | 132                                |
| november 29.                                          | 4                                  | Sergio Pérez                       | Force India-Mercedes               | VJM10                              | 1:38,818                           | +1,267                             | +0,082                             | 202,336                            | 52                                 |
| november 29.                                          | 5                                  | Esteban Ocon                       | Force India-Mercedes               | VJM10                              | 1:39,148                           | +1,597                             | +0,330                             | 201,662                            | 72                                 |
| november 29.                                          | 6                                  | Carlos Sainz Jr.                   | Renault                            | RS17                               | 1:39,444                           | +1,893                             | +0,296                             | 201,062                            | 109                                |
| november 29.                                          | 7                                  | Robert Kubica                      | Williams-Mercedes                  | FW40                               | 1:39,485                           | +1,934                             | +0,041                             | 200,979                            | 28                                 |
| november 29.                                          | 8                                  | Stoffel Vandoorne                  | McLaren-Honda                      | MCL32                              | 1:39,762                           | +2,211                             | +0,277                             | 200,421                            | 105                                |
| november 29.                                          | 9                                  | Kevin Magnussen                    | Haas-Ferrari                       | VF-17                              | 1:39,810                           | +2,259                             | +0,048                             | 200,325                            | 124                                |
| november 29.                                          | 10                                 | Szergej Szirotkin                  | Williams-Mercedes                  | FW40                               | 1:39,947                           | +2,396                             | +0,137                             | 200,050                            | 86                                 |
| november 29.                                          | 11                                 | Charles Leclerc                    | Sauber-Ferrari                     | C36                                | 1:40,666                           | +3,115                             | +0,719                             | 198,621                            | 148                                |
| november 29.                                          | 12                                 | Lando Norris                       | McLaren-Honda                      | MCL32                              | 1:41,714                           | +4,163                             | +1,048                             | 196,575                            | 118                                |
| november 29.                                          | 13                                 | Brendon Hartley                    | Toro Rosso-Ferrari                 | STR12                              | 1:43,345                           | +5,794                             | +1,631                             | 193,472                            | 61                                 |
| november 29.                                          | 14                                 | Pierre Gasly                       | Toro Rosso-Ferrari                 | STR12                              | 1:44,827                           | +7,276                             | +1,482                             | 190,737                            | 63                                 |
| Forrás                                                |                                    |                                    |                                    |                                    |                                    |                                    |                                    |                                    |                                    |

## Csapatok
A Manor 2017 januárjában csődbe ment, így e szezonban ismét csak tíz csapat állt rajthoz.
| Csapat                        | Konstruktőr | Motor               | Gumi | Rajtszám | Versenyző(k)       | Verseny      | Tesztversenyző(k)                                   |
| ----------------------------- | ----------- | ------------------- | ---- | -------- | ------------------ | ------------ | --------------------------------------------------- |
| Scuderia Ferrari              | Ferrari     | Ferrari             | P    | 5        | Sebastian Vettel   | 1–20         | Antonio Giovinazzi Charles Leclerc                  |
| Scuderia Ferrari              | Ferrari     | Ferrari             | P    | 7        | Kimi Räikkönen     | 1–20         | Antonio Giovinazzi Charles Leclerc                  |
| Sahara Force India F1 Team    | Force India | Mercedes            | P    | 11       | Sergio Pérez       | 1–20         | Alfonso Celis, Jr. George Russell                   |
| Sahara Force India F1 Team    | Force India | Mercedes            | P    | 31       | Esteban Ocon       | 1–20         | Alfonso Celis, Jr. George Russell                   |
| Haas F1 Team                  | Haas        | Ferrari             | P    | 8        | Romain Grosjean    | 1–20         | Santino Ferrucci Charles Leclerc Antonio Giovinazzi |
| Haas F1 Team                  | Haas        | Ferrari             | P    | 20       | Kevin Magnussen    | 1–20         | Santino Ferrucci Charles Leclerc Antonio Giovinazzi |
| McLaren Honda                 | McLaren     | Honda               | P    | 2        | Stoffel Vandoorne  | 1–20         | Jenson Button                                       |
| McLaren Honda                 | McLaren     | Honda               | P    | 14       | Fernando Alonso    | 1–5, 7–20    | Jenson Button                                       |
| McLaren Honda                 | McLaren     | Honda               | P    | 22       | Jenson Button      | 6            | Jenson Button                                       |
| Mercedes AMG Petronas F1 Team | Mercedes    | Mercedes            | P    | 44       | Lewis Hamilton     | 1–20         | George Russell                                      |
| Mercedes AMG Petronas F1 Team | Mercedes    | Mercedes            | P    | 77       | Valtteri Bottas    | 1–20         | George Russell                                      |
| Red Bull Racing               | Red Bull    | TAG Heuer (Renault) | P    | 3        | Daniel Ricciardo   | 1–20         | Pierre Gasly Sébastien Buemi                        |
| Red Bull Racing               | Red Bull    | TAG Heuer (Renault) | P    | 33       | Max Verstappen     | 1–20         | Pierre Gasly Sébastien Buemi                        |
| Renault Sport Formula 1 Team  | Renault     | Renault             | P    | 27       | Nico Hülkenberg    | 1–20         | Szergej Szirotkin                                   |
| Renault Sport Formula 1 Team  | Renault     | Renault             | P    | 30       | Jolyon Palmer      | 1–16         | Szergej Szirotkin                                   |
| Renault Sport Formula 1 Team  | Renault     | Renault             | P    | 55       | Carlos Sainz Jr.   | 17–20        | Szergej Szirotkin                                   |
| Sauber F1 Team                | Sauber      | Ferrari             | P    | 9        | Marcus Ericsson    | 1–20         | Charles Leclerc                                     |
| Sauber F1 Team                | Sauber      | Ferrari             | P    | 36       | Antonio Giovinazzi | 1–2          | Charles Leclerc                                     |
| Sauber F1 Team                | Sauber      | Ferrari             | P    | 94       | Pascal Wehrlein    | 3–20         | Charles Leclerc                                     |
| Scuderia Toro Rosso           | Toro Rosso  | Renault             | P    | 10       | Pierre Gasly       | 15–16, 18–20 | Pierre Gasly Sean Gelael Niko Kari                  |
| Scuderia Toro Rosso           | Toro Rosso  | Renault             | P    | 26       | Danyiil Kvjat      | 1–14, 17     | Pierre Gasly Sean Gelael Niko Kari                  |
| Scuderia Toro Rosso           | Toro Rosso  | Renault             | P    | 39, 28   | Brendon Hartley    | 17–20        | Pierre Gasly Sean Gelael Niko Kari                  |
| Scuderia Toro Rosso           | Toro Rosso  | Renault             | P    | 55       | Carlos Sainz Jr.   | 1–16         | Pierre Gasly Sean Gelael Niko Kari                  |
| Williams Martini Racing       | Williams    | Mercedes            | P    | 18       | Lance Stroll       | 1–20         | Paul di Resta                                       |
| Williams Martini Racing       | Williams    | Mercedes            | P    | 19       | Felipe Massa       | 1–10, 12–20  | Paul di Resta                                       |
| Williams Martini Racing       | Williams    | Mercedes            | P    | 40       | Paul di Resta      | 11           | Paul di Resta                                       |

### Pénteki tesztpilóták
Az alábbi táblázat azokat a tesztpilótákat sorolja fel, akik a szezon folyamán lehetőséget kaptak, hogy pénteki szabadedzéseken az autóba üljenek.
| Csapat               | Rajtszám | Pilóta             | Futam(ok)                                               |
| -------------------- | -------- | ------------------ | ------------------------------------------------------- |
| Renault              | 46       | Szergej Szirotkin  | 4–5, 9, 15 (RUS, ESP, AUT, MAL)                         |
| Force India-Mercedes | 34       | Alfonso Celis, Jr. | 9, 11, 18 (AUT, HUN, MEX)                               |
| Force India-Mercedes | 35       | George Russell     | 19–20 (BRA, ABU)                                        |
| Haas-Ferrari         | 50       | Antonio Giovinazzi | 10–11, 14–15, 18–20 (GBR, HUN, SIN, MAL, MEX, BRA, ABU) |
| Toro Rosso-Renault   | 38       | Sean Gelael        | 14–15, 17–18 (SIN, MAL, USA, MEX)                       |
| Sauber-Ferrari       | 37       | Charles Leclerc    | 15, 17–19 (MAL, USA, MEX, BRA)                          |

## Versenynaptár
A kiadott versenynaptár alapján 2017-ben 20 futamból állt a világbajnokság. A német nagydíjat nem rendezték meg ebben az évben. A szezon március 26-án kezdődött, és november 26-án ért véget. A hivatalos versenynaptár:
| Verseny | Hivatalos név                                          | Nagydíj            | Pálya                              | Város        | Dátum          | Pályarajz     |
| ------- | ------------------------------------------------------ | ------------------ | ---------------------------------- | ------------ | -------------- | ------------- |
| 1       | 2017 Formula 1 Rolex Australian Grand Prix             | Ausztrál nagydíj   | Albert Park Grand Prix Circuit     | Melbourne    | március 26.    | Melbourne     |
| 2       | 2017 Formula 1 Heineken Chinese Grand Prix             | Kínai nagydíj      | Shanghai International Circuit     | Sanghaj      | április 9.     | Sanghaj       |
| 3       | 2017 Formula 1 Gulf Air Bahrain Grand Prix             | Bahreini nagydíj   | Bahrain International Circuit      | Szahír       | április 16.    | Bahrein       |
| 4       | 2017 Formula 1 Russian Grand Prix                      | Orosz nagydíj      | Sochi International Street Circuit | Szocsi       | április 30.    | Szocsi        |
| 5       | Formula 1 Gran Premio de España 2017                   | Spanyol nagydíj    | Circuit de Barcelona-Catalunya     | Barcelona    | május 14.      | Barcelona     |
| 6       | Formula 1 Grand Prix de Monaco 2017                    | Monacói nagydíj    | Circuit de Monaco                  | Monte-Carlo  | május 28.      | Monte-Carlo   |
| 7       | Formula 1 Grand Prix du Canada 2017                    | Kanadai nagydíj    | Circuit Gilles Villeneuve          | Montréal     | június 11.     | Montreal      |
| 8       | 2017 Formula 1 Azerbaijan Grand Prix                   | Azeri nagydíj      | Baku City Circuit                  | Baku         | június 25.     | Baku          |
| 9       | Formula 1 Großer Preis von Österreich 2017             | Osztrák nagydíj    | Red Bull Ring                      | Spielberg    | július 9.      | Red Bull Ring |
| 10      | 2017 Formula 1 British Grand Prix                      | Brit nagydíj       | Silverstone Circuit                | Silverstone  | július 16.     | Silverstone   |
| 11      | Formula 1 Magyar Nagydíj 2017                          | Magyar nagydíj     | Hungaroring                        | Mogyoród     | július 30.     | Mogyoród      |
| 12      | 2017 Formula 1 Belgian Grand Prix                      | Belga nagydíj      | Circuit de Spa-Francorchamps       | Spa          | augusztus 27.  | Spa           |
| 13      | Formula 1 Gran Premio Heineken d'Italia 2017           | Olasz nagydíj      | Autodromo Nazionale di Monza       | Monza        | szeptember 3.  | Monza         |
| 14      | 2017 Formula 1 Singapore Airlines Singapore Grand Prix | Szingapúri nagydíj | Marina Bay Street Circuit          | Szingapúr    | szeptember 17. | Szingapúr     |
| 15      | 2017 Formula 1 Petronas Malaysia Grand Prix            | Maláj nagydíj      | Sepang International Circuit       | Kuala Lumpur | október 1.     | Sepang        |
| 16      | 2017 Formula 1 Japanese Grand Prix                     | Japán nagydíj      | Suzuka Circuit                     | Szuzuka      | október 8.     | Suzuka        |
| 17      | 2017 Formula 1 United States Grand Prix                | Amerikai nagydíj   | Circuit of the Americas            | Austin       | október 22.    | Austin        |
| 18      | Formula 1 Gran Premio de México 2017                   | Mexikói nagydíj    | Autódromo Hermanos Rodríguez       | Mexikóváros  | október 29.    | Mexikóváros   |
| 19      | Formula 1 Grande Prêmio do Brasil 2017                 | Brazil nagydíj     | Autódromo José Carlos Pace         | São Paulo    | november 12.   | São Paulo     |
| 20      | 2017 Formula 1 Etihad Airways Abu Dhabi Grand Prix     | Abu-Dzabi nagydíj  | Yas Marina Circuit                 | Abu-Dzabi    | november 26.   | Abu-Dzabi     |

## A szezon menete

### Ausztrál nagydíj

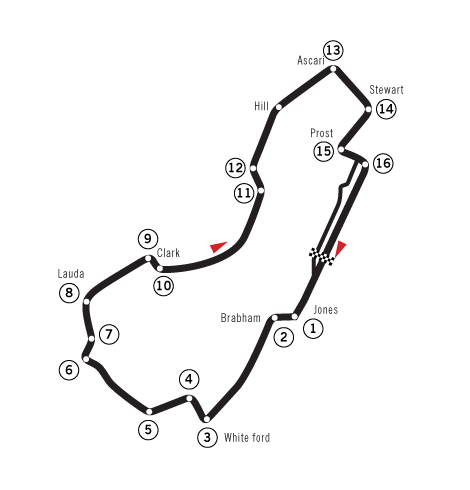
Melbourne Grand Prix Circuit

A szezon első versenyét, az ausztrál nagydíjat 2017. március 26-án rendezték meg az Albert Parkban, Melbourne-ben. A pályán egy kör 5,303 km, a verseny 58 körös volt – ebből az extra felvezető kör miatt a tényleges versenytáv 57 kör lett.
A rajt előtt a hazai pályán versenyző Daniel Ricciardo már a rajtrácsra sem tudott felállni: váltóhibája miatt csak a bokszutcából rajtolhatott, majd a 30. körben fel kellett adnia a futamot. A rajtot követően Hamilton megtartotta vezető helyét, csakúgy, mint a mögötte indulók, Massa azonban feljött a 6. helyre. Magnussen az első kanyarban összeütközött Ericssonnal; a svéd folytatni tudta a versenyt, de később műszaki hiba miatt ki kellett állnia. A 14. körben az élen autózó Hamiltontól és Vetteltől már hat és fél másodperccel volt leszakadva a harmadik helyen autózó Bottas, a 6. rajtkockából induló Grosjean pedig még ugyanebben a körben kiállt motorhiba miatt. A továbbra is az élen autózó Hamilton a 17. körben állt ki kereket cserélni; ekkor Vettel került az élre, és csak öt körrel később állt ki friss gumikért. Mivel Verstappen épp feltartotta Hamiltont, és az angol nem tudott előzni, Vettel az első helyre állt vissza. Miután mindenki túlesett a bokszkiálláson, Vettel, Hamilton, Bottas, Räikkönen, Verstappen volt az első öt sorrendje, és ez aztán már nem is változott. Verstappen a 42. körben a verseny addigi leggyorsabb idejét futva felzárkózott a finnre, de végül körökön át nem tudott előzni, és maradt az ötödik helyen. A futam vége felé Alonso és Ocon mögé feljött Hülkenberg, és végül a francia és a német is megelőzte a spanyol pilótát, akinek fel kellett adnia a futamot műszaki hiba miatt. A hátralevő körökben már nem történt változás, az idénynyitó ausztrál nagydíjat Vettel nyerte Hamilton és Bottas előtt. Utánuk negyedikként Räikkönen, ötödikként pedig Verstappen ért célba.
| Pozíció | #  | Pilóta           | Csapat/Motor |
| ------- | -- | ---------------- | ------------ |
| 1       | 5  | Sebastian Vettel | Ferrari      |
| 2       | 44 | Lewis Hamilton   | Mercedes     |
| 3       | 77 | Valtteri Bottas  | Mercedes     |

### Kínai nagydíj

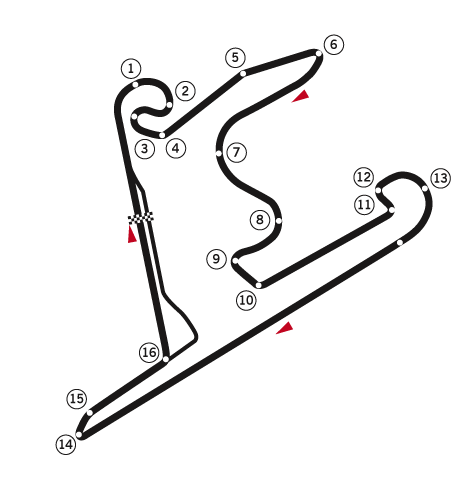
Sanghai International Circuit

A szezon második versenye a kínai nagydíj volt, melyet 2017. április 9-én rendezték meg Sanghajban. A pályán egy kör 5,451 km, a verseny 56 körös volt.
Bár az eső az egész versenyhétvégén esett, a futam előtt elállt, így a verseny vizes, de folyamatosan száradó pályán kezdődhetett. Az élről rajtoló Lewis Hamilton megtartotta pozícióját Sebastian Vettel előtt, a mezőny utolsó harmadában, a 16. helyről induló Max Verstappen azonban az első körben kilencet előzve feljött a pontszerző 7. helyre. Antonio Giovinazzi balesete miatt beküldték a biztonsági autót, emiatt a versenyzők nagy része kereket cserélt. A verseny a 7. körben indult újra. A 13. kör végén Hamilton, Verstappen, Ricciardo, Räikkönen, Vettel volt az első öt sorrendje, de a finn többször panaszkodott a motorteljesítményre. A 22. körben Vettel nagyszerű előzést bemutatva utasította maga mögé Ricciardót, miközben Alonso a 7. helyen haladt a McLarennel. A 29. körben Verstappen elfékezte magát a célegyenesben, így Vettel lépett fel Hamilton mögé a 2. pozícióba. A mindvégig pontszerző helyeken autózó Alonsónak a 35. körben fel kellett adnia a versenyt féktengelyhiba miatt. A 40. körben Hamilton, Vettel, Verstappen, Ricciardo, Sainz volt az első öt sorrendje, és a futam későbbi szakaszában közülük mindössze a spanyol esett vissza két helyet a Toro Rossóval. Ricciardo is hiába támadta Verstappent a dobogós helyért, Vettel pedig nem tudott közelebb kerülni Hamiltonhoz. A 2017-es kínai nagydíjat Hamilton nyerte Vettel és Verstappen előtt, mögöttük Ricciardo, Räikkönen és Bottas végzett a 4., 5. és 6. helyen.
| Pozíció | #  | Pilóta           | Csapat/Motor       |
| ------- | -- | ---------------- | ------------------ |
| 1       | 44 | Lewis Hamilton   | Mercedes           |
| 2       | 5  | Sebastian Vettel | Ferrari            |
| 3       | 33 | Max Verstappen   | Red Bull-TAG Heuer |

### Bahreini nagydíj

Bahrain International Circuit

A szezon harmadik versenye a bahreini nagydíj volt, amelyet 2017. április 16-án rendeztek meg Bahreinben, mesterséges fényviszonyok között. A pályán egy kör 5,412 km, a verseny 57 körös volt.
A harmadik helyről rajtoló Sebastian Vettel a rajtnál megelőzte Lewis Hamiltont, míg Valtteri Bottas megtartotta vezető helyét. Mögéjük a Red Bull két versenyzője zárkózott fel, sorrendben Max Verstappen és Daniel Ricciardo. Vettel az első bokszkiállások után Bottas elé került, míg az ugyancsak korai kerékcserét választó Verstappennek fékhiba miatt fel kellett adnia a futamot. Carlos Sainz és Lance Stroll összeütközött, miután a spanyol a bokszból kijövet nem hagyott elég helyet a kanadainak egy kanyarban. A biztonsági autó is a pályára jött. Hamilton és Ricciardo egyszerre hajtottak friss gumikért, de a brit feltartotta az ausztrált, amiért 5 másodperces büntetést kapott. 15 körrel a futam vége előtt lezajlottak a második kerékcserék, Vettel pedig nagy előnnyel vezetett a két Mercedes előtt. Hamilton a frissebb gumijain egymás után futotta a gyors köröket, de csak csapattársát tudta megelőzni, Vettel túl messze volt. Az idény harmadik nagydíját Vettel nyerte Hamilton és Bottas előtt, a negyedik helyen Kimi Räikkönen végzett, megelőzve Ricciardót és Massát.
| Pozíció | #  | Pilóta           | Csapat/Motor |
| ------- | -- | ---------------- | ------------ |
| 1       | 5  | Sebastian Vettel | Ferrari      |
| 2       | 44 | Lewis Hamilton   | Mercedes     |
| 3       | 77 | Valtteri Bottas  | Mercedes     |

### Orosz nagydíj

Sochi International Street Circuit

A világbajnokság negyedik versenyét, az orosz nagydíjat 2017. április 30-án rendezték meg Szocsiban. A pályán egy kör 5,853 km, a verseny 53 körös volt.
Még el sem indult a futam, Fernando Alonso versenyének máris vége volt, miután a McLaren-Hondában elment az elektromotor töltése, így kiállni kényszerült. A harmadik helyről induló Valtteri Bottas nagyszerűen kapta el a rajtot, a második kanyarban már mindkét Ferrarit megelőzte, és az élre állt, míg a mezőny hátsó felében Romain Grosjean és Jolyon Palmer összeütközött, és ennek következtében mindketten kiestek. A második kör végén Bottas, Vettel, Räikkönen, Hamilton, Verstappen, Massa volt az első hat sorrendje, majd miután a 3. körben a biztonsági autó kiállt a mezőny elől, a verseny újraindult. Nem sokkal később Ricciardo hátsó fékje túlmelegedett, ezért az ausztrál is a bokszutcába hajtott. Az élen állók sorrendje ezt követően nem változott, még a kerékcserék lezajlását követően sem, egyedül Hamilton volt lassabb az első hármasnál, ő az autójának túlmelegedésére panaszkodott. A 35. körben Bottas, Vettel, Räikkönen, Hamilton, Verstappen, Hülkenberg volt az első hat sorrendje. 13 körrel a vége előtt az élen haladó Bottas elfékezte a bal első kerekét, miközben előnye 2,4 másodpercre csökkent az egyre gyorsabb tempót diktáló Vettel előtt. Öt körrel a vége előtt a a Mercedes finnje már csak 1,2 másodperccel vezetett a német pilóta előtt, de az utolsó körökben már nem tudott közelebb férkőzni hozzá, ráadásul lekörözések közben egy esetben Massa fel is tartotta őt, így a maradék esélye is elszállt az előzésre. A 2017-es Orosz nagydíjat így Bottas nyerte, aki pályafutása első futamgyőzelmét aratta, a két Ferrari és a csapattársa előtt. Mögöttük Verstappen, Pérez, Ocon, Hülkenberg, Massa és Sainz végzett még pontszerző helyen.
| Pozíció | #  | Pilóta           | Csapat/Motor |
| ------- | -- | ---------------- | ------------ |
| 1       | 77 | Valtteri Bottas  | Mercedes     |
| 2       | 5  | Sebastian Vettel | Ferrari      |
| 3       | 7  | Kimi Räikkönen   | Ferrari      |

### Spanyol nagydíj

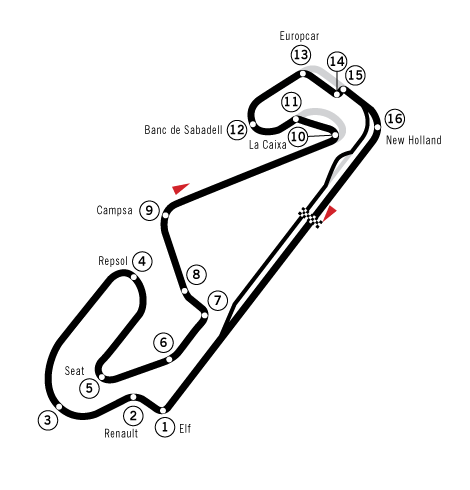
Circuit Catalunya

A világbajnokság ötödik versenyét, a spanyol nagydíjat 2017. május 14-én, Barcelonában rendezték meg. A pálya hossza 4,655 km, a verseny 66 körös volt.
Az élről rajtoló Lewis Hamilton a rajtot követően elvesztette vezető helyét: a második rajtkockából induló Sebastian Vettel jobban kapta el a rajtot, és megelőzte riválisát. Az első körben Kimi Räikkönen és Max Verstappen összeütközött, és mindkettőjüknek fel kellett adnia a versenyt. A hazai pályán az előkelő 7. helyről induló Fernando Alonso több pozíciót is vesztett, és kiszorult a pontszerzők közül. A futam első harmadában a Ferrari német pilótája 2-3 másodperces előnyre tett szert, és ezt tartani is tudta a Mercedes brit versenyzője előtt, majd a 14. körben az élmezőnyből elsőként cserélt kerekeket. Hamilton hét körrel később, a 21. körben követte, és közepesen kemény gumikat kapott. A 25. körben Vettel megelőzte az akkor élen álló Bottast, aki később csapattársát is elengedte. A 27. körben az első tíz helyen Vettel, Hamilton, Bottas, Ricciardo, Pérez, Ocon, Wehrlein, Hülkenberg, Magnussen és Sainz haladt. A 35. körben Vandoorne húzta rá a kormányt az őt előzni akaró Massára, majd a kavicságyba csúszott; emiatt virtuális biztonsági autós időszak lépett életbe, ezt kihasználva pedig többen újabb kerékcserére a bokszba hajtottak. A 37. körben Vettel éppen hogy Hamilton elé jött vissza a pályára, miközben a harmadik helyen autózó Bottas kiállt motorhiba miatt. A 44. körben Hamilton megelőzte a Ferrari versenyzőjét, de húsz körrel a vége előtt gumijainak állapotára panaszkodott a csapatrádión. Vettel ennek ellenére nem tudta tartani a lépést vetélytársával, tíz körrel a vége előtt négy másodperc volt a hátránya. A futamot így végül Hamilton nyerte meg Vettel és Ricciardo előtt; Pérez a 4., Ocon az 5. lett, így mindkét Force India pontot szerzett. A 6. helyen Hülkenberg végzett, 7. a hazai pályán versenyző Sainz lett, Pascal Wehrlein pedig a 8., és ezzel megszerezte a Sauber idénybeli első pontjait. Pontot kapott még Kvjat és Grosjean is.
| Pozíció | #  | Pilóta           | Csapat/Motor       |
| ------- | -- | ---------------- | ------------------ |
| 1       | 44 | Lewis Hamilton   | Mercedes           |
| 2       | 5  | Sebastian Vettel | Ferrari            |
| 3       | 3  | Daniel Ricciardo | Red Bull-TAG Heuer |

### Monacói nagydíj

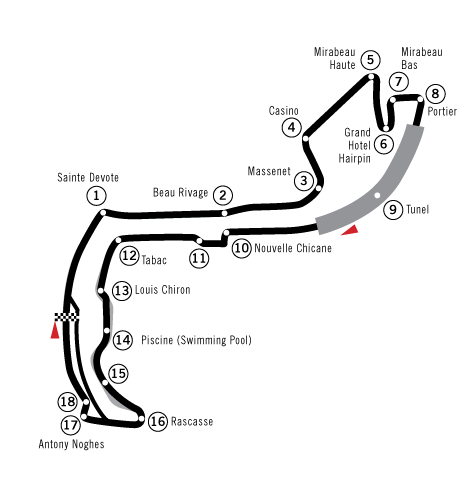
Circuit de Monaco

A világbajnokság hatodik versenyét, a monacói nagydíjat 2017. május 28-án, a monacói utcai pályán rendezték meg. A pályán egy kör 3,340 km, a verseny 78 körös volt.
A rajtot követően az élről induló Räikkönen megőrizte vezető helyét csapattársa, Sebastian Vettel előtt. Az egyetlen változás az volt, hogy Hamilton a 14. helyről feljött egyet, megelőzve Stoffel Vandoorne-t, valamint hogy Kevin Magnussen maga mögé utasította Nico Hülkenberget és Danyiil Kvjatot. Ezt követően a verseny első harmadában nem történt változás, Räikkönen biztosan őrizte 2-3 másodperces előnyét Vettellel szemben, míg csapattársa 7 másodperccel volt a harmadik helyen autózó Bottas előtt. A kerékcserék a 33. körben kezdődtek, ekkor Vettel stratégiailag nagyon fontos öt körrel tovább maradt kinn a pályán, mint riválisai, és a saját bokszkiállása után pont Räikkönen elé tért vissza a pályára, az első helyre. Daniel Ricciardo szintén jól beváló gumistratégiájának köszönhetően került a harmadik helyre, Bottas és Verstappen elé, és egy ideig a Ferrari finnjét is meg tudta közelíteni. Hamilton a 46. körben állt ki kereket cserélni, ekkor a 7. helyen autózott. A 60. és a 66. kör között be kellett küldeni a biztonsági autót, miután az Indianapolisi 500-on induló Alonsót helyettesítő Jenson Button a szalagkorlátnak szorította Pascal Wehrleint, akinek a Sauberje derékszögben állt meg a korlát mellett. A futam a 66. kör után indult újra, ekkor előbb Marcus Ericsson ment falnak az egyes kanyarban, majd az addig pontszerző helyen álló Stoffel Vandoorne ütközött ugyanott a szalagkorlátnak, miután összekoccant Pérezzel. A mexikói ezután Kvjattal is összeért a Rascasse-nál, akit ki is ütött a versenyből, ő maga pedig visszaesett a 13. helyre, és először nem szerzett pontot a szezon folyamán. A futamot Stroll sem tudta befejezni fékproblémák miatt. A monacói nagydíjat Vettel nyerte Räikkönen és Ricciardo előtt.
| Pozíció | # | Pilóta           | Csapat/Motor       |
| ------- | - | ---------------- | ------------------ |
| 1       | 5 | Sebastian Vettel | Ferrari            |
| 2       | 7 | Kimi Räikkönen   | Ferrari            |
| 3       | 3 | Daniel Ricciardo | Red Bull-TAG Heuer |

### Kanadai nagydíj

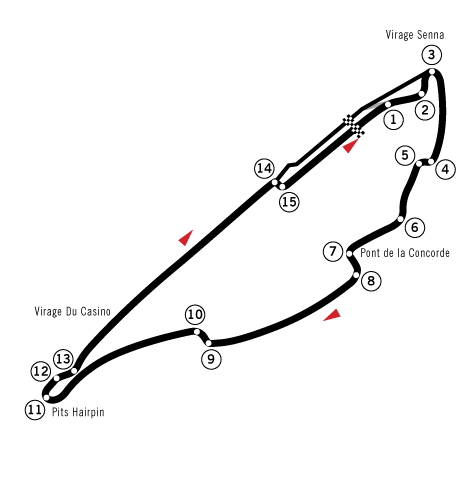
Circuit Gilles Villeneuve

A világbajnokság hetedik futamát, a kanadai nagydíjat 2017. június 11-én rendezték meg Montréalban. A versenypályán egy kör 4,361 km, a verseny 70 körös volt.
A rajtot követően Hamilton megtartotta vezető helyét, azonban Vettelt a nagyszerűen rajtoló Verstappen és Bottas is megelőzte. Sainz összeért Grosjeannal, és megpördült, majd kilökte a pályáról Massát, így mindkettőjük versenye véget ért. Beküldték a biztonsági autót, majd a 4. körben Vettel a bokszutcába hajtott kereket és orrkúpot cserélni – utóbbit Verstappen törte le a rajtnál való előzésekor. A német az utolsó, 18. helyről folytatta a versenyt. A 10. körben Verstappen autója leállt – a holland a 2. helyről esett ki. Hamilton előnye a 11. körben 7,7 másodperc volt Bottas előtt. Mögöttük Ricciardo, Pérez, Räikkönen, Ocon, Kvjat, Alonso, Vandoorne és Magnussen autózott pontszerző helyen. Az ezt követő körökben a sorrend nem változott. A 17. körben Räikkönen kezdte meg a kerékcserék sorát. A 21–22. körben Vettel előbb Lance Strollt, majd Kevin Magnussent előzte meg, és már a 8. helyen autózott. Hamilton a 32. körben látogatta meg a bokszutcát, és kényelmesen visszaállt az első helyre: az előnye 9,4 másodperc volt a csapattársával szemben. Kvjat a 40. körben már a második büntetését töltötte ugyanazért a szabályszegésért (a felvezető körben a mezőny után indult el, de visszavette a rajthelyét, ahelyett, hogy az utolsó helyről indult volna). A 49. körben Vettel másodszorra is kereket cserélt, a 7. helyre állt vissza, 6,7 másodperccel csapattársa mögé. Pérez és Ocon támadták a harmadik helyen haladó Ricciardót, de közben Pérez feltartotta a franciát, akit a csapat kérésének ellenére sem akart elengedni. Az 58. körre Räikkönen 5, Vettel 9 másodpercre zárkózott fel Oconra, majd a finn elengedte a bajnokságban éllovas németet. A 63. körben Vettel utolérte a két Force Indiát. A 66. körben Pérez agresszívan védekezett Oconnal szemben, ennek következtében Vettel előbb a franciát, majd a mexikóit is megelőzte, és fellépett a 4. pozícióba. Alonso két körrel a vége előtt pontszerző helyről állt ki motorhiba miatt, majd kiment a nézők közé, akik hatalmas ovációval fogadták a spanyol világbajnokot. A futamot végül Hamilton nyerte Bottas és Ricciardo előtt, Vettel a 4. helyen végzett, Pérez pedig maga mögött tartotta az utolsó kanyarban is előzéssel próbálkozó Ocont. Stroll a kilencedik helyen végzett, így hazai pályán szerezte meg pályafutása első Formula–1-es pontjait.
| Pozíció | #  | Pilóta           | Csapat/Motor       |
| ------- | -- | ---------------- | ------------------ |
| 1       | 44 | Lewis Hamilton   | Mercedes           |
| 2       | 77 | Valtteri Bottas  | Mercedes           |
| 3       | 3  | Daniel Ricciardo | Red Bull-TAG Heuer |

### Azeri nagydíj

Baku City Circuit

A világbajnokság nyolcadik futama az azeri nagydíj volt, amelyet 2017. június 25-én rendeztek meg Bakuban, a városi Baku City Circuit versenypályán, ahol egy kör 6,006 km; a verseny 51 körös volt. Az előző évben európai nagydíj néven megrendezett futam először szerepelt azeri nagydíj néven.
Az élről rajtoló Hamilton megtartotta első helyét, azonban mögötte Bottas és Räikkönen összeütközött, ami miatt előbbi defektet kapott, a Ferrarinak pedig az első szárnya sérült meg. A 2. kör elején Hamilton, Vettel, Pérez, Verstappen, Räikkönen volt az első öt sorrendje. Bottas orrkúp- és kerékcseréjét követően körhátrányban állt vissza. A következő körökben Hamilton ellépett Vetteltől, Verstappen pedig Pérezt támadta a 3. helyért, miután Ricciardo korábban már a bokszban járt friss gumikért. A 11. körben Kvjat autója leállt, és mivel a pálya olyan pontján, ahol ezt veszélyesnek ítélték, beküldték a biztonsági autót. A következő körben Verstappen autója is megadta magát – ezúttal a 4. helyről kellett feladnia a versenyt – , Stroll viszont feljött a 3. helyre, mivel a mezőny nagy részével ellentétben nem cserélt kereket. A 16. körben újraindították a futamot, de nem sokkal később újabb biztonsági autós időszak lépett életbe, mert a Räikkönen autójáról leszakadó törmelékeket kellett eltakarítani. Az újraindítás előtt Vettel nekiment az élen lassan haladó Hamiltonnak, majd hirtelen felindulásból a brit mellé vágott, és ráhúzta a Ferrarit annak autójára. Pár hellyel hátrébb Ocon a saját csapattársának ment neki, így mindkét Force India visszaesett a mezőny végére. Az események következtében a 22. körben piros zászlóval félbeszakították a versenyt. 25 perc múlva indult újra a futam, majd Hamilton pár másodperces előnyt munkált ki Vettellel szemben; mögöttük Ricciardo, Stroll, Magnussen és Alonso haladt, Bottas pedig már a 9. helyen autózott. Hamilton autójára rosszul rögzítették a fejvédő keretet, ezért a bokszba kellett hajtania, míg Vettel 10 másodperces stop-and-go büntetést kapott a brit elleni manőveréért. A 38. körben az ausztrál Ricciardo állt az élre Stroll és Ocon előtt vezetve a versenyt, de nem sokkal később az időközben felzárkózó Bottas megelőzte a franciát, és feljött dobogós helyre. A 43. körben Vettel és Hamilton is megelőzte Ocont, így a 4. és az 5. helyre kerültek. Bottas ekkor 10 másodpercre volt Strolltól, majd négy körrel a vége előtt a Mercedes finn versenyzője négy másodpercre jött fel a kanadai újoncra, akinek az utolsó kör előtt már csak 1,2 másodperc volt az előnye, és Hamilton is közeledett Vettelhez. Ricciardo végül magabiztosan nyerte meg a futamot, azonban Bottas a célegyenesben megelőzte Strollt, aki így is élete első dobogós helyezését érte el. Vettel a 4., Hamilton az 5. lett, Alonso pedig 8. helyezésével megszerezte saját és a McLaren-Honda első pontjait a szezonban.
| Pozíció | #  | Pilóta           | Csapat/Motor       |
| ------- | -- | ---------------- | ------------------ |
| 1       | 3  | Daniel Ricciardo | Red Bull-TAG Heuer |
| 2       | 77 | Valtteri Bottas  | Mercedes           |
| 3       | 18 | Lance Stroll     | Williams-Mercedes  |

### Osztrák nagydíj

Red Bull Ring

A világbajnokság kilencedik futamát, az osztrák nagydíjat 2017. július 9-én rendezték meg Spielbergben. A versenypályán egy kör 4,326 km, a verseny 71 körös volt.
A rajtot követően Bottas maradt az élen, miután nagyszerűen reagált a piros lámpák fényének kialvására. Mögötte Vettel is megtartotta második helyét, Räikkönent azonban Ricciardo és Grosjean is megelőzte, Verstappen pedig karambolozott, és visszaesett a mezőny végére, majd feladta a versenyt – csakúgy, mint Alonso, akit Kvjat lökött neki a hollandnak a rajtot követően. Az 5. körben Bottas, Vettel, Ricciardo, Räikkönen, Grosjean, Hamilton volt a sorrend, miközben Bottas rajtját vizsgálták, de nem kapott büntetést, a versenyirányítás szerint nem ugrott ki a rajtnál. A 10. körben Kvjat bokszutcaáthajtásos büntetést kapott. Az ezt követő körökben nem változott a sorrend az élmezőnyben, Bottas magabiztosan őrizte előnyét Vettel előtt. A 30. körben még mindig nem kezdődtek el a kerékcserék, az ultralágy abroncsok ugyanis jól működtek: Hamilton – elsőként – csak a következő körben váltott kereket. A 40. körben Bottas, Räikkönen, Vettel, Ricciardo, Hamilton, Ocon, Massa, Grosjean, Pérez és Sainz volt a pontszerzők sorrendje. Túl a verseny felén a két Williams-pilóta is pontszerző helyeken haladt, míg Hamilton a gumijaira kezdett panaszkodni. Az 58. körben Bottas, Vettel, Ricciardo, Hamilton, Räikkönen, Grosjean, Pérez, Ocon, Massa és Stroll volt a sorrend, Hamilton Ricciardót, Vettel pedig Bottast kezdte egyre jobban megközelíteni, de előzni egyikőjük sem tudott, így ebben a sorrendben haladtak át a kockás zászló alatt. Bottas a pályafutása második győzelmét aratta, Ricciardo sorozatban ötödször végzett a dobogón, Vettel pedig húsz pontra növelte előnyét a nyolcadik helyről a negyedikre felzárkózó Hamilton előtt a bajnoki tabellán.
| Pozíció | #  | Pilóta           | Csapat/Motor       |
| ------- | -- | ---------------- | ------------------ |
| 1       | 77 | Valtteri Bottas  | Mercedes           |
| 2       | 5  | Sebastian Vettel | Ferrari            |
| 3       | 3  | Daniel Ricciardo | Red Bull-TAG Heuer |

### Brit nagydíj

Silverstone Circuit

A tizedik versenyt, a brit nagydíjat Silverstone-ban rendezték meg 2017. július 16-án. A pályán egy kör 5,891 km; a verseny eredetileg 52 körös lett volna, azonban az extra felvezető kör miatt a tényleges versenytáv 51 kör lett.
A felvezető kör alatt a hazai pályán versenyző Palmer Renault-jának tönkrement a hidraulikája, így az angolnak ki kellett állnia, a mezőny pedig extra felvezető kört tett meg. A rajtot követően aztán az élről induló Hamilton megőrizte vezető helyét, azonban Verstappen nagy csatában megelőzte Vettelt, az 50. versenyén rajtoló Sainzot pedig csapattársa, Kvjat lökte ki. Beküldték a biztonsági autót, ami a 4. körig haladt a mezőny előtt. A 6. körre Hamilton két másodperces előnyt autózott ki a mögötte haladó Räikkönen előtt. A 9. körben Hamilton, Räikkönen, Verstappen, Vettel, Bottas, Hülkenberg, Ocon, Pérez, Vandoorne és Massa haladt pontszerző helyen. Kvjat áthajtásos büntetést kapott Sainz kilökéséért. A 14. körben Vettel támadta és előzte meg Verstappent, de a holland visszaelőzte a Ferrari német versenyzőjét. A 21. körben a rajtot követően az utolsó helyre visszaeső Ricciardo már a 9. helyen autózott, Hamilton pedig 8 és fél másodperccel vezetett Räikkönen előtt. Ők ketten egy kör eltéréssel, a 23. és a 24. körben cseréltek kereket. Vettel a bokszban megelőzte Verstappent, aki visszaesett az 5. helyre. A 29. körben Hamilton, Bottas, Räikkönen, Vettel, Verstappen, Ricciardo, Hülkenberg, Magnussen, Ocon és Pérez volt az első tíz sorrendje. A 32. körben Bottas szuperlágy gumikat kapott, és elkezdte a felzárkózást a két Ferrarira; a 38. körben már csak 2,6 másodperc volt Vettel előnye. Bottas végül a 43. körben támadta meg Vettelt, aki ekkor még előtte maradt, de egy körrel később a finn már előzni tudott. Négy körrel a futam vége előtt előbb Räikkönen, majd két körrel később Vettel abroncsai is megadták magukat, mindketten kereket kellett hogy cseréljenek. A futamot Hamilton nyerte Bottas előtt, Räikkönen visszajött a 3. helyre, Vettel pedig a 7. pozícióban ért célba. Hamilton ezzel az 5., sorozatban a 4. győzelmét aratta hazai pályán, és mindkét mutatóban utolérte a csúcstartó Jim Clarkot.
| Pozíció | #  | Pilóta          | Csapat/Motor |
| ------- | -- | --------------- | ------------ |
| 1       | 44 | Lewis Hamilton  | Mercedes     |
| 2       | 77 | Valtteri Bottas | Mercedes     |
| 3       | 7  | Kimi Räikkönen  | Ferrari      |

### Magyar nagydíj

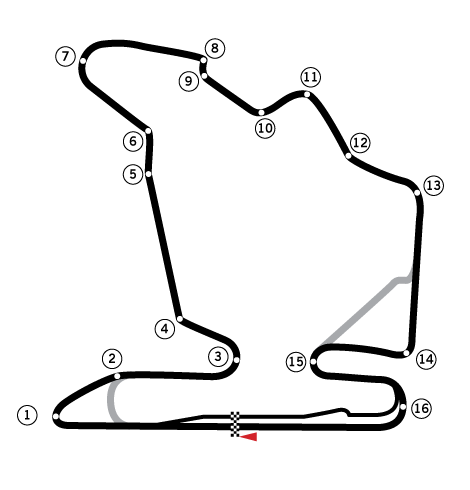
Hungaroring

A világbajnokság tizenegyedik futamát, a magyar nagydíjat 2017. július 30-án rendezték meg a Hungaroringen, Mogyoródon. A pályán egy kör 4,381 km, a verseny 70 körös volt.
A rajtot követően az első sorból induló két Ferrari-pilóta az első két helyen maradt, de a két Mercedes közé bejött Verstappen; azonban a holland aztán nekicsúszott a csapattársának, Ricciardónak, akinek kilyukadt a hűtővíz-tartálya, így fel kellett adnia a futamot. Mivel sok folyadék ömlött a pályára, beküldték a biztonsági autót. A verseny az ötödik körben indult újra, és Hamilton ugyan támadni kezdte Verstappent, de előzni nem tudott. Verstappen tíz másodperces büntetést kapott a csapattársa elleni manőverért. A 12. körben Vettel, Räikkönen, Bottas, Verstappen, Hamilton, Sainz, Alonso, Pérez, Vandoorne és Ocon volt az első tíz sorrendje. A 17. körben Bottas megpróbált felzárkózni az élen haladó két Ferrarira, akik ekkorra már hét másodperces előnyre tettek szert. Eközben Vettelnek folyamatosan gondjai voltak a balra húzó kormányával, Räikkönen pedig 1,8 másodpercre közelítette meg csapattársát. Az élen autózó négy versenyző a 31–32. körben hajtotta végre a kerékcseréit, miközben problémák voltak Hamilton rádiójával, így a negyedik helyen álló brit nem tudott kommunikálni a csapatával. A két Mercedes-versenyző ezt követően egyre jobban felzárkózott az élen haladó párosra: Vettel és Räikkönen között 1,4, Räikkönen és Bottas mögött 2,5, Bottas és Hamilton között pedig 1,1 másodperc volt a távolság. A 42. körben Verstappen is a bokszutcába hajtott, a kerékcseréje és a büntetésének letöltése után az ötödik helyre állt vissza, azt követően, hogy ideiglenesen vezette is a versenyt. A 45. körben Vettel, Räikkönen, Bottas, Hamilton, Verstappen, Hülkenberg, Alonso, Palmer, Sainz és Pérez állt pontszerző helyen. Húsz körrel a vége előtt Bottas elengedte gyorsabb csapattársát, Hamilton pedig megpróbálta megelőzni a Ferrari versenyzőit. A kormánnyal bajlódó Vettel feltartotta csapattársát, de a Ferrari nem utasította, hogy engedje el a gyorsabb finnt. A futam hátralevő köreiben Hamilton nem tudott előrébb kerülni, így Vettel nyert Räikkönen előtt, a brit pedig az utolsó kanyarban maga elé engedte Bottast, így visszaadva neki a harmadik helyet.
| Pozíció | #  | Pilóta           | Csapat/Motor |
| ------- | -- | ---------------- | ------------ |
| 1       | 5  | Sebastian Vettel | Ferrari      |
| 2       | 7  | Kimi Räikkönen   | Ferrari      |
| 3       | 77 | Valtteri Bottas  | Mercedes     |

### Belga nagydíj

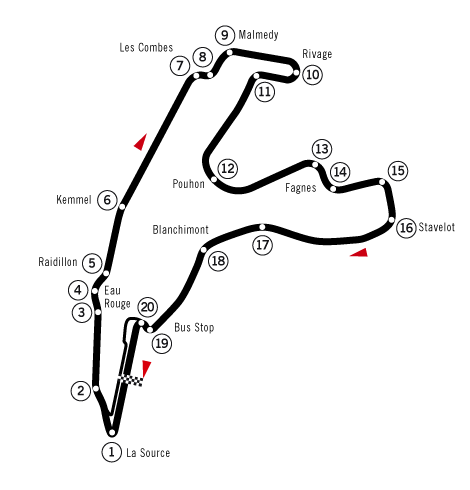
Circuit de Spa-Francorchamps

A tizenkettedik versenyt, a belga nagydíjat 2017. augusztus 27-én rendezték meg Spában. A pályán egy kör 7,004 km, a verseny 44 körös volt.
A rajtot követően az élen nem történt változás: ugyan a második helyről induló Vettel támadta az élről rajtoló Hamiltont, de előzni nem tudott. Alonso feljött a 7. helyre, de ezt követően az erősebb motorral érkező riválisok sorra visszaelőzték a spanyolt – a 3. körben Hülkenberg és Ocon is elment mellette. Vettel tartotta a lépést Hamiltonnal: az 5. körben 1,7 másodperc volt kettejük közt a különbség. A 8. körben Verstappen az 5. helyről állt ki műszaki hiba miatt, a szezon során már hatodik alkalommal. A 10. körben Bottas és Räikkönen már hat, illetve kilenc másodperccel lemaradva autózott az élen álló két pilótától. Hamilton a 12., Vettel a 14. körben állt ki kereket cserélni; a brit visszaállt az első helyre a bokszkiállás után. A 18. körben Räikkönen tíz másodperces stop-and-go büntetést kapott, mert nem lassított a sárga zászlós jelzés alatt, ezért a 7. helyre esett vissza. Ezt követően a finn megkezdte a felzárkózást: a 24. körben Hamilton, Vettel, Bottas, Ricciardo, Hülkenberg, Räikkönen, Ocon, Pérez, Grosjean volt az élmezőny sorrendje. A futam vége előtt 16 körrel a két Force India ütközött, miután az Eau Rouge előtt Ocon első légterelője összeért Pérez jobb hátsó kerekével. Beküldték a biztonsági autót, ezt többen kihasználva a bokszba mentek újabb kerékcserére. Hamilton lágy, Vettel ultralágy gumikon folytatta. 12 körrel a vége előtt a német sokkal előnyösebb gumistratégiával támadhatott az újraindításnál, de Hamilton megvédte a pozícióját. A brit pilóta e győzelmével hét pontra csökkentette hátrányát a pontversenyben, a harmadik helyen pedig a Bottast nagyszerű manőverrel megelőző Ricciardo végzett.
| Pozíció | #  | Pilóta           | Csapat/Motor       |
| ------- | -- | ---------------- | ------------------ |
| 1       | 44 | Lewis Hamilton   | Mercedes           |
| 2       | 5  | Sebastian Vettel | Ferrari            |
| 3       | 3  | Daniel Ricciardo | Red Bull-TAG Heuer |

### Olasz nagydíj

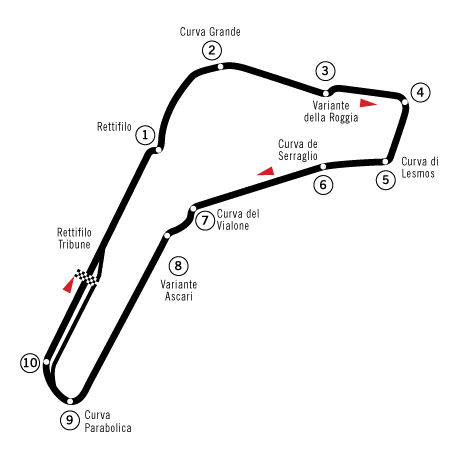
Autodromo Nazionale Monza

A tizenharmadik versenyt, az olasz nagydíjat 2017. szeptember 3-án rendezték meg Monzában. A pályán egy kör 5,793 km, a verseny 53 körös volt.
A rajtot követően az élről induló Hamilton megőrizte pozícióját; a harmadik helyről a rajtot nagyszerűen elkapó Ocon azonban megelőzte Strollt, míg Räikkönen Bottas mellett ment el, Vettel pedig maradt a 6. pozícióban. A pontszerzők sorrendje Hamilton, Ocon, Stroll, Bottas, Räikkönen, Vettel, Massa, Verstappen, Pérez, Magnussen volt az első kör végén, de Bottas a Parabolica előtt visszavette a negyedik helyet Räikkönentől, az élen Hamilton pedig már 2,3 másodperces előnnyel vezetett. A következő körben Bottas Strollt is megelőzte, Verstappen pedig Massával ütközött, aminek következtében defektet kapott, és a kerékcseréjét követően az utolsó helyre esett vissza. A 4. körben Bottas megelőzte Ocont is, így már a második helyen haladt, Vettel pedig Räikkönen hibáját kihasználva lépett egyet előre. A két Mercedes-pilóta fokozatosan elszakadt a mezőnytől, Vettel azonban kezdett felzárkózni: a 6. körben Strollt, két körrel később pedig Ocont is maga mögé utasította. A 10. körben Hamilton, Bottas, Vettel, Ocon, Stroll, Räikkönen, Massa, Pérez volt az élmezőny sorrendje. A következő időszakban a Mercedes párosa jelentős előnyt épített ki Vettellel szemben. A 15. körben megkezdődtek a bokszkiállások. Palmer és Alonso a középmezőnyben vívott egymással csatát, a brit azonban szabálytalanul leszorította a spanyol világbajnokot, amiért öt másodperces büntetést kapott. A 23. körben Hamilton, Bottas, Vettel, Ricciardo, Pérez, Ocon, Räikkönen, Stroll volt az első nyolc sorrendje. Vettel a 31., Hamilton a 32. körben cserélt gumikat, de a brit gond nélkül állt vissza az élre. A kerékcseréjét a 37. körre eltoló Ricciardo már a 3. helyen autózott, majd a 37. körben ő is a bokszutcában járt, és az 5. helyre állt vissza, Ocon elé. A 44. körben Hamilton, Bottas, Vettel, Ricciardo, Räikkönen, Ocon, Stroll, Massa, Pérez és Magnussen volt a pontszerzők sorrendje. Ricciardo, miután megelőzte Räikkönent, jóval frissebb gumijain Vettelt vette üldözőbe. Öt körrel a vége előtt Verstappen előbb Kvjatot, majd Magnussent előzte meg, így ő is pontszerző pozícióba került, míg Ricciardo már csak 6,8 másodpercre volt Vetteltől, miközben egy másodperccel jobb köridőket produkált, mint a német. Végül az ausztrál nem érte utol a Ferrari világbajnokát, és Hamilton nyert Bottas és Vettel előtt, ezzel pedig átvette a vezetést a világbajnoki pontversenyben. Ricciardo a 4., Räikkönen az 5., Ocon a 6., Stroll a 7. lett, és pontot szerzett még Massa, Pérez és Verstappen is.
| Pozíció | #  | Pilóta           | Csapat/Motor |
| ------- | -- | ---------------- | ------------ |
| 1       | 44 | Lewis Hamilton   | Mercedes     |
| 2       | 77 | Valtteri Bottas  | Mercedes     |
| 3       | 5  | Sebastian Vettel | Ferrari      |

### Szingapúri nagydíj

Singapore Street Circuit

A tizennegyedik versenyt, a szingapúri nagydíjat 2017. szeptember 17-én éjszaka rendezték meg Szingapúrban, eleinte esős körülmények között. A pályán egy kör 5,065 km; a verseny 61 körös lett volna, ám ez a rendkívül hosszúra nyúlt futamon a 2 órás időlimit túllépése miatt 58 körre módosult.
A Szingapúrban hagyományos esti rajtra az esős időjárás ellenére is sort kerítettek. A víztől csúszós pályán az amúgy remekül rajtoló Räikkönen rögtön az első kanyarban összeütközött a mellette lévő Verstappennel és Vettellel. A finn és a holland pilóta azonnal kiesett a versenyből, ráadásul magukkal sodorták a szintén nagyszerű rajtot vevő Alonsót is. Vettel ugyan tovább tudott menni, de súlyosan sérült autója irányíthatatlanná vált, és az oldalfalnak ütközött, majd fel kellett adnia a versenyt. Hamilton, Ricciardo, Hülkenberg, Pérez, Bottas, Palmer, Vandoorne, Ocon, Sainz és Magnussen volt az első tíz sorrendje az első kört követően, majd beküldték a biztonsági autót. A 4. körben indították újra a versenyt. Palmer azonnal megelőzte Bottast, Hamilton pedig kezdett ellépni Ricciardótól. A 7. körben Hamilton, Ricciardo, Hülkenberg, Pérez, Palmer, Bottas, Vandoorne, Ocon, Sainz és Magnussen haladt a pontszerző helyeken, miközben Alonso a sérült McLarenjével folyamatosan esett vissza a mezőnyben. Ugyan a pálya némely pontja már száradt, de az élen is csak 2:03-es köröket lehetett futni – az aszfalt állapota messze volt az ideálistól. Alonso végül feladta a versenyt; majd mivel Kvjat elfékezte magát, és a falba csúszott, újabb biztonsági autós időszak következett. A 14. körben engedték el újból a mezőnyt, miközben az eső ugyan elállt, de a pálya csak lassan száradt. Ekkorra Hamilton előnye már hat másodperc volt Ricciardo előtt. Magnussen sima slick gumikat tetetett fel – ahogy aztán Massa is – és bár a 27. körben ő volt a leggyorsabb a pályán, hosszabb távon korainak bizonyult a döntés. A következő körökben aztán mindenki a bokszutcába hajtott kerékcserére. A 30. körben Hamilton, Ricciardo, Bottas, Hülkenberg, Sainz, Pérez, Palmer, Vandoorne, Stroll és Magnussen autózott pontszerző helyen. A 38. körben Ericsson megpördült, és mivel a pálya legszűkebb pontján, az autója hátulja összetört, így újabb biztonsági autós szakasz következett. Többen is kereket cseréltek, majd a 41. körben újra, immár harmadjára is elengedték a mezőnyt. Ekkor már látható volt, hogy a versenytáv megtétele nem fog beleférni a kétórás időlimitbe. Ezt követően a hátralevő perceket számlálták, miközben a remek versenyt futó Hülkenberg, majd Magnussen is fel kellett hogy adja a versenyt. Bár Ricciardo valamivel közelebb zárkózott Hamiltonhoz, a fennmaradó időben már nem történt érdemi változás: Hamilton nyerte a kétórás versenyt Ricciardo és Bottas előtt. A brit versenyző 28 pontra növelte előnyét az összetettben Vettel előtt. Sainz lett a negyedik, aki ezzel pályafutása legjobb eredményét érte el, csakúgy mint a 6. Palmer és a 7. Vandoorne.
| Pozíció | #  | Pilóta           | Csapat/Motor       |
| ------- | -- | ---------------- | ------------------ |
| 1       | 44 | Lewis Hamilton   | Mercedes           |
| 2       | 3  | Daniel Ricciardo | Red Bull-TAG Heuer |
| 3       | 77 | Valtteri Bottas  | Mercedes           |

### Maláj nagydíj

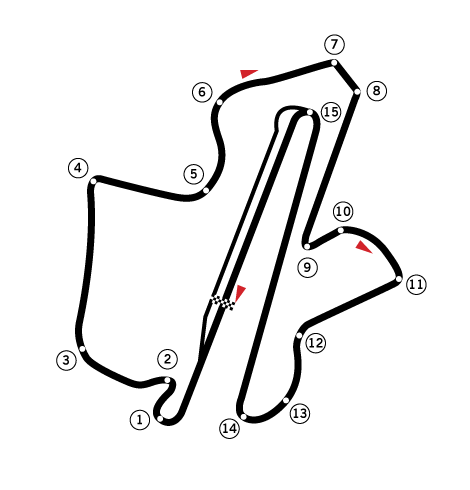
Sepang International Circuit

A tizenötödik versenyt, a maláj nagydíjat 2017. október 1-jén rendezték meg Sepangban. A pályán egy kör 5,543 km, a verseny 56 körös volt.
A futam rajtja előtt a második rajtkockába kvalifikáló Räikkönen Ferrarijának meghibásodott a motorja. A csapat szerelői a bokszutcában azonnal elkezdték az autó javítását, de a finn nem tudott elrajtolni a futamon. Az időmérő edzésen Sebastian Vettel Ferrarijának hasonló problémái voltak, így a világbajnoki pontversenyben második német csak az utolsó helyről kezdte meg a versenyt. A rajtot követően az ötödik helyről induló Bottas Ricciardót utasította maga mögé, míg a negyedik körben Verstappen bátor előzéssel ment el Hamilton mellett. Vettel az első néhány körben folyamatosan zárkózott fel a mezőny hátuljáról, nemsokára már a 11. helyen haladt, közvetlenül a pontszerző pilóták mögött. A 8. körben Verstappen, Hamilton, Bottas, Ricciardo, Pérez, Vandoorne, Stroll, Massa, Magnussen, Alonso volt az első tíz sorrendje. Két körrel később Vettel már a 9. helyre jött föl, miután Alonsót és Magnussent is megelőzte, csakúgy, mint Bottast Ricciardo. A kerékcserék a 12. körben kezdődtek. Vettel ekkor, miután a két Williams és Vandoorne is kiállt előle, már a 6. volt, Bottastól 7, Hamiltontól 23 másodperc távolságra. A 17. körben Verstappen, Hamilton, Ricciardo, Bottas, Pérez, Vettel, Alonso, Sainz, Ocon és Vandoorne volt a sorrend; az élen Verstappen kilenc másodperc előnnyel rendelkezett. A 21. körben Vettel megelőzte Pérezt. Hamilton a 26., Verstappen a 27. körben cserélt kereket; a sorrend nem változott kettőjük között. Miután mindenki kiállt friss gumikért, a 31. körben Verstappen, Hamilton, Ricciardo, Vettel, Bottas, Pérez, Vandoorne, Stroll, Massa és Ocon autózott az első tízben. A friss szuperlágy gumikat használó Vettel a 41. körben már a 4. volt, és a harmadik helyezett Ricciardóhoz képest is elkezdte csökkenteni a hátrányát, ami ekkor öt másodperc volt. Öt körrel később utolérte az ausztrált, és bár megpróbálta, de nem sikerült előznie. Az 51. körben Verstappen 8 és fél másodperccel vezetett Hamilton előtt, Vettel pedig másfél másodperces hátránnyal követte Ricciardót. A verseny hajrájában már nem változott a sorrend, Verstappen a pályafutása második futamgyőzelmét aratta, egy nappal a 20. születésnapja után. A dobogóra még Hamilton és Ricciardo állhatott fel. Vettel a negyedik helyen ért célba, hátránya így 34 pontra nőtt a világbajnoki pontversenyben Hamiltonnal szemben. A levezető körön érdekes incidens is történt: Stroll és Vettel összeütköztek, így Vettel autójának hátulja teljesen összetört. Egyik pilótát sem büntették meg a futam után ezért az esetért.
| Pozíció | #  | Pilóta           | Csapat/Motor       |
| ------- | -- | ---------------- | ------------------ |
| 1       | 33 | Max Verstappen   | Red Bull-TAG Heuer |
| 2       | 44 | Lewis Hamilton   | Mercedes           |
| 3       | 3  | Daniel Ricciardo | Red Bull-TAG Heuer |

### Japán nagydíj

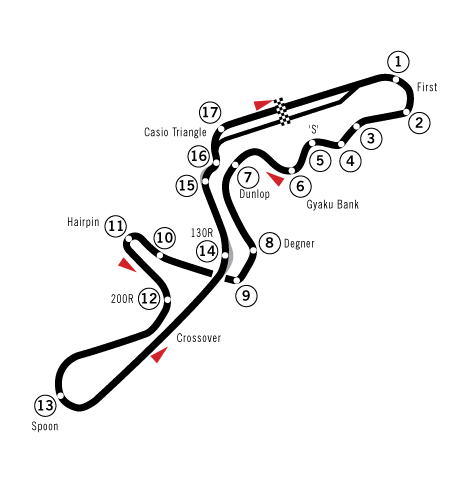
Suzuka Circuit

A tizenhatodik versenyt, a japán nagydíjat 2017. október 8-án rendezték meg Szuzukában. A pályán egy kör 5,807 km, a verseny 53 körös volt.
A rajtot követően az élről induló Hamilton megtartotta vezető helyét, csakúgy, mint Vettel, azonban Ricciardót Verstappen és Ocon is megelőzte. Még az első körben Verstappen Vettelt is lehagyta. A német Ferrarija ezt követően lassulni kezdett, és sorban veszítette a pozíciókat. Eközben, mivel az utolsó Toro Rossó-s versenyét teljesítő Carlos Sainz a rajt után hibázott, és a pálya melletti gumifalba csúszott, a pályára küldték a biztonsági autót, ami 3. körben állt ki – ekkor Hamilton, Verstappen, Ocon, Ricciardo, Bottas, Vettel, Pérez, Massa, Hülkenberg és Magnussen volt az első tíz helyen autózó sorrendje. Vettel ezt követően folyamatosan esett vissza, majd a bokszba hajtott, és feladta a versenyt. Amikor a 7. körben Hamilton már 1,3 másodperccel volt Verstappen előtt, még Ocon, Ricciardo, Bottas, Pérez, Massa, Hülkenberg, Räikkönen és Magnussen autózott mötöttük pontszerző helyen. A 8. körben Ericsson is a gumifalba csúszott, de ezúttal elégnek bizonyult a virtuális biztonsági autós előírásokat betartani. A 10. körben engedték el újra a versenyt, Bottas és Räikkönen pedig megkezdte a felzárkózást. A 20. körben a Ferrari finnje megelőzte Pérezt, és már a 6. helyen haladt. Verstappen a 21., Hamilton a 22. körben kapott új gumikat; a kerékcseréket követően a sorrend nem változott az élmezőnyben. Bottas egészen a 30. körig a pályán maradt, ekkor az élen haladva rövid ideig feltartotta, majd elengedte csapattársát, míg Verstappen csak a kiállását követően tudott Hamilton után indulni. Ekkor 3 másodperc különbség volt kettőjük között. A 6-7. helyen a Pérez–Ocon-páros haladt, de a Force India nem engedte Péreznek, hogy támadja csapattársát. A 43. körben Hamilton, Verstappen, Ricciardo, Bottas, Räikkönen, Ocon, Pérez, Magnussen, Grosjean és Massa állt pontszerző helyen. Öt körrel a futam vége előtt Lance Stroll Williamse hibásodott meg: a kanadai jobb első defektet kapott, majd a pálya mellett ragadt autójával, de ezúttal is elég volt a virtuális biztonsági autós szakasz. Az utolsó körökben Verstappen és Bottas is közel ért Hamiltonhoz, illetve Ricciardóhoz, de a sorrend már nem változott. Hamilton e győzelmével 59 pontra növelte az előnyét Vettellel szemben a pontversenyben.
| Pozíció | #  | Pilóta           | Csapat/Motor       |
| ------- | -- | ---------------- | ------------------ |
| 1       | 44 | Lewis Hamilton   | Mercedes           |
| 2       | 33 | Max Verstappen   | Red Bull-TAG Heuer |
| 3       | 3  | Daniel Ricciardo | Red Bull-TAG Heuer |

### Amerikai nagydíj

Circuit of the Americas

A tizenhetedik versenyt, az amerikai nagydíjat 2017. október 22-én rendezték meg Austinban. A pályán egy kör 5,513 km, a verseny 56 körös volt.
A rajtot követően a második helyről induló Vettel megelőzte az élről rajtoló Hamiltont, aki ugyan megpróbált védekezni, de a német versenyző agresszívabb volt, és átvette a vezetést. Az 1. kör végén Vettel, Hamilton, Bottas, Ricciardo, Ocon, Räikkönen, Alonso, Sainz, Massa és Pérez autózott az első tíz helyen. A második körben Ricciardo támadta Bottast, aki több kanyaron át is ki tudta védeni az ausztrál előzési kísérleteit, miközben Alonso Sainzot előzte meg. A 17. helyről rajtoló Verstappen eközben már a pontszerző 10. helyen haladt, Ricciardo pedig újabb sikertelen előzési kísérletet tett Bottas ellen. A 6. körben Hamilton visszavette a vezetést Vetteltől, majd folyamatosan elszakadt német riválisától. Ekkor Hamilton, Vettel, Bottas, Ricciardo, Räikkönen, Ocon, Alonso, Verstappen, Sainz és Massa volt pontszerző pozícióban. A brit a 10. körben már több mint két másodperccel vezetett, miközben Verstappen a 6. helyre jött föl. A 16. körben az addig nagyszerűen versenyző Ricciardo motorhiba miatt kiállni kényszerült a hatodik helyről. A 17. körben Vettel kezdte a kerékcseréket, őt Bottas és Hamilton követte az élmezőnyből. Ekkor rövid időre Räikkönen, majd Verstappen vette át a vezetést, míg Hamilton éppen Vettel elé jött vissza a kerékcseréjét követően, de a Ferrari versenyzője megcsúszott mögötte, így a brit kivédte a támadást. A 26. körben Alonso motorhiba miatt adta fel a versenyt, miközben Verstappen a kerékcseréjét követően két másodperccel volt gyorsabb mindenkinél a lágy gumikon. A 33. körben Hamilton, Vettel, Bottas, Räikkönen és Verstappen volt az élmezőny sorrendje, miközben Pérez és Sainz a 7. helyért vívtak küzdelmet, amit végül az első renault-s versenyét futó spanyol nyert meg. A 37. körben Verstappen már csak két másodperccel autózott Räikkönen mögött, míg a Ferrarik Bottast üldözték a második helyért. A 41. körben Hamilton több mint kilenc másodperccel vezetett az élen, de Bottast előbb Räikkönen, majd Vettel és Verstappen is megelőzte. Két körrel a vége előtt Hamilton, Vettel, Räikkönen, Verstappen, Bottas volt az első öt helyezett sorrendje, és Verstappen üldözte Räikkönent a dobogós helyért. Az utolsó körben a finn – aki korábban elengedte maga mellett csapattársát – megcsúszott a 16-os kanyarban, de Verstappen az előzés közben szabálytalanul mind a négy kerekével elhagyta a pályát, így utólag 5 másodperces büntetést kapott, és maradt a negyedik helyen. Hamilton győzött Vettel előtt, a Mercedes pedig megnyerte a konstruktőrök világbajnokságát, sorozatban a negyedik alkalommal.
| Pozíció | #  | Pilóta           | Csapat/Motor |
| ------- | -- | ---------------- | ------------ |
| 1       | 44 | Lewis Hamilton   | Mercedes     |
| 2       | 5  | Sebastian Vettel | Ferrari      |
| 3       | 7  | Kimi Räikkönen   | Ferrari      |

### Mexikói nagydíj

Autódromo Hermanos Rodríguez

A szezon tizennyolcadik versenyét, a mexikói nagydíjat 2017. október 29-én rendezték meg Mexikóvárosban. A pályán egy kör 4,304 km hosszú, a verseny 71 körös volt.
A rajtot követően a második helyről induló Verstappen az élre állt, miután agresszívan megelőzte a gyengébb rajtot vevő, majd Hamiltonnal csatázó Vettelt. A német a második kanyarban összeért a holland Red Bulljával, aminek következtében sérült az első légterelő szárnya, majd a mellé bevágó Hamiltonnal is koccant, defektet okozva a brit pilótának. Mindkettőjüknek a bokszutcába kellett hajtania kerék-, illetve orrkúpcserére. Ezt követően a világbajnoki pontversenyben élen álló két pilóta az utolsó két helyre esett vissza a mezőnyben; az élen Verstappen, Bottas, Ocon volt a sorrend. Ricciardo a futam elején kiállni kényszerült az autója meghibásodása miatt. A 7. körben Verstappen, Bottas, Ocon, Hülkenberg, Pérez, Räikkönen, Stroll, Magnussen, Ericsson és Vandoorne volt a pontszerzők sorrendje. Vettel eközben megkezdte a felzárkózást: a 17. körben a 14. helyen autózott, Hamilton a 19.-en. A következő körökben nem változott a sorrend, minden pilóta végrehajtotta a kerékcseréjét. A 25. körben Verstappen, Bottas, Räikkönen, Stroll, Ocon, Magnussen, Pérez, Hülkenberg, Ericsson és Alonso volt az első tíz sorrendje. A verseny középső szakaszában Vettel egyre előrébb került a mezőnyben, a 31. körben Alonso megelőzésével a 8. helyen haladt, míg Hamilton is megkezdte a felzárkózást, a 34. körben a 16. helyen autózva. A 44. körben Vettel a 7. helyen, 7,5 másodperccel Pérez mögött autózott, Hamilton ekkor a 12. volt. Az 50. körben Verstappen, Bottas, Räikkönen, Ocon, Stroll, Pérez, Vettel, Magnussen, Alonso és Massa volt az első tíz helyen, majd Vettel a hazai pályán versenyző Pérezt is megelőzte. A következő tíz körben nem történt jelentős változás: a 60. körben Verstappen, Bottas, Räikkönen, Vettel, Ocon, Stroll, Pérez, Magnussen, Alonso és Hamilton volt az első tíz pilóta sorrendje. Vettelnek öt körrel a vége előtt, a negyedik helyen 49 másodperces hátránya volt a számára a világbajnoki cím reményeinek életben tartásához elégséges második pozícióban haladó Bottas mögött. Három körrel a vége előtt Hamilton nagy csatában előzte meg Alonsót, és zárkózott fel a 9. helyre. Max Verstappen magabiztosan nyerte meg élete harmadik futamát Bottas és Räikkönen előtt. Vettel a negyedik lett, de így is a kilencedikként célba érő Lewis Hamilton lett a világbajnok, két futammal a szezon vége előtt, pályafutása során negyedszer.
| Pozíció | #  | Pilóta          | Csapat/Motor       |
| ------- | -- | --------------- | ------------------ |
| 1       | 33 | Max Verstappen  | Red Bull-TAG Heuer |
| 2       | 77 | Valtteri Bottas | Mercedes           |
| 3       | 7  | Kimi Räikkönen  | Ferrari            |

### Brazil nagydíj

Autódromo José Carlos Pace

A szezon tizenkilencedik versenyét, a brazil nagydíjat 2017. november 12-én rendezték meg Interlagosban. A pályán egy kör 4,309 km, a verseny 71 körös volt.
A rajtot követően az élről induló Bottast megelőzte a mellőle rajtoló Vettel. Az időmérő edzésen falnak csapódó, motort cserélő és ezért a bokszutcából induló Hamilton a mezőny végéről kezdte meg a felzárkózást. A rajt után a középmezőnyben több ütközés történt: Ocont Grosjean lökte ki, így a Sahara Force India versenyzője a pályafutása során először fel kellett adjon egy Formula–1-es versenyt. Ezt megelőzően sorozatban 27 futamot teljesített sikeresen, ami rekord a sportág történetében. Magnussen a 2-es kanyarban nekilökte Vandoorne-t Ricciardónak, aminek következtében a dán és a belga versenyző kiesett. A 2. kör végén Vettel, Bottas, Räikkönen, Verstappen, Alonso, Massa, Pérez, Hülkenberg, Sainz és Gasly autózott az első tíz helyen. A mezőny a biztonsági autó mögött körözött, majd a verseny az 5. körtől indult újra. Vettel megőrizte a vezető helyét: a 7. körben Bottas, Räikkönen, Verstappen, Massa, Alonso, Pérez, Hülkenberg, Sainz és Gasly volt mögötte pontszerző helyen, míg Hamilton a 12., Ricciardo pedig a 15 volt. A négyszeres brit világbajnok a következő körökben Gaslyt és Sainzot megelőzve feljött a pontszerzők közé. A 15. körben Vettel, Bottas, Räikkönen, Verstappen, Massa, Alonso, Hamilton, Pérez, Hülkenberg és Ricciardo állt az első tíz pozícióban. Hamilton és Ricciardo is folytatta a felzárkózást; előbbi a kerékcseréket követően a 30. körtől a saját bokszkiállásáig vezette is a versenyt. Ezt követően nem történt jelentős változás, a futam középső szakaszában Hamilton, Vettel, Bottas, Räikkönen, Verstappen, Ricciardo, Massa, Alonso, Pérez és Hülkenberg volt a pontszerzők sorrendje. Hamilton és Ricciardo a 43. körben állt ki kerékcserére – a brit az 5., az ausztrál a 8. helyen folytatta a versenyt. Az 51. körben Vettel, Bottas, Räikkönen, Verstappen, Hamilton, Ricciardo, Massa, Alonso, Pérez és Hülkenberg autózott az első tíz helyen, Hamilton pedig egyre inkább felzárkózott a harmadik és negyedik helyezett két pilótához. Verstappent aztán a 60. körben előzte meg, három körrel a vége előtt pedig már Räikkönent támadta, miközben Alonso Massát próbálta megelőzni a 7. helyért. Változás végül nem történt: Vettel nyerte a futamot, Bottas és Räikkönen előtt.
| Pozíció | #  | Pilóta           | Csapat/Motor |
| ------- | -- | ---------------- | ------------ |
| 1       | 5  | Sebastian Vettel | Ferrari      |
| 2       | 77 | Valtteri Bottas  | Mercedes     |
| 3       | 7  | Kimi Räikkönen   | Ferrari      |

### Abu-dzabi nagydíj

Yas Island Circuit

A világbajnokság huszadik, egyben utolsó versenyét, az abu-dzabi nagydíjat 2017. november 26-án rendezték meg Abu Dzabiban. A pályán egy kör 5,554 km, a verseny 55 körös volt.
A rajtot követően az élről induló Bottas megtartotta vezető helyét a mellőle rajtoló csapattársa, Hamilton előtt. Az első hat sorrendjében nem történt változás, egyedül a megpördülő Magnussen esett vissza a mezőny végére. Az első kör végén Bottas, Hamilton, Vettel, Ricciardo, Räikkönen, Verstappen, Hülkenberg, Pérez, Ocon és Alonso autózott az első tíz helyen. A verseny elején Ricciardo és Räikkönen küzdött a negyedik helyért, míg Hülkenberg öt másodperces büntetést kapott, mert a pályafelügyelők szerint levágta az egyik kanyart, így jogtalan előnyt szerezve Pérezzel szemben. A 6-7. körben Grosjean előzte meg Strollt, azonban a kanadai versenyző egyből visszatámadott, és vissza is vette a pozícióját. Bottas tíz körrel a futam kezdete után magabiztosan vezetett, miközben Grosjean és Stroll újra a 13. helyért harcolt. A 12. körben Bottas, Hamilton, Vettel, Ricciardo, Räikkönen, Verstappen, Hülkenberg, Pérez, Ocon és Massa haladt az első tíz helyen. A sorrend a kerékcseréket követően sem változott érdemben, Bottas Hamilton kiállását követően megőrizte vezető helyét. Ricciardo a 21. körben hidraulikus hiba miatt feladta a futamot. A 29. körben Bottas, Hamilton, Vettel, Räikkönen, Verstappen, Ocon, Sainz, Hülkenberg, Pérez és Massa volt az első tíz sorrendje, és ez a 34. körre sem változott, amikorra mindenki kint volt a bokszutcában. Egyedül Sainz bal első kerekét rögzítették rosszul – a spanyol versenyző pontszerző helyről kellett hogy feladja a futamot. A 44. körben Bottas, Hamilton, Vettel, Räikkönen, Verstappen, Hülkenberg, Pérez, Ocon, Alonso és Massa haladt az első tíz helyen az ebben a szakaszában eseménytelen versenyen. A futam hajrájában Hamilton megközelítette csapattársát, de Bottas tudott reagálni, megőrizve vezető helyét. Így aztán nem történt változás, Bottas nyert Hamilton és Vettel előtt, míg Massa az egy pontot érő 10. hellyel fejezte be tizenhat éven át tartó Formula–1-es pályafutását.
| Pozíció | #  | Pilóta           | Csapat/Motor |
| ------- | -- | ---------------- | ------------ |
| 1       | 77 | Valtteri Bottas  | Mercedes     |
| 2       | 44 | Lewis Hamilton   | Mercedes     |
| 3       | 5  | Sebastian Vettel | Ferrari      |

## Nagydíjak
| #  | Nagydíj            | Pole pozíció     | Leggyorsabb kör  | Győztes pilóta   | Győztes konstruktőr | A nap versenyzője | Összefoglaló | Listavezető      | Előny |
| -- | ------------------ | ---------------- | ---------------- | ---------------- | ------------------- | ----------------- | ------------ | ---------------- | ----- |
| 1  | Ausztrál nagydíj   | Lewis Hamilton   | Kimi Räikkönen   | Sebastian Vettel | Ferrari             | Sebastian Vettel  | Összefoglaló | Sebastian Vettel | 7     |
| 2  | Kínai nagydíj      | Lewis Hamilton   | Lewis Hamilton   | Lewis Hamilton   | Mercedes            | Max Verstappen    | Összefoglaló | Lewis Hamilton   | 0     |
| 3  | Bahreini nagydíj   | Valtteri Bottas  | Lewis Hamilton   | Sebastian Vettel | Ferrari             | Sebastian Vettel  | Összefoglaló | Sebastian Vettel | 7     |
| 4  | Orosz nagydíj      | Sebastian Vettel | Kimi Räikkönen   | Valtteri Bottas  | Mercedes            | Valtteri Bottas   | Összefoglaló | Sebastian Vettel | 13    |
| 5  | Spanyol nagydíj    | Lewis Hamilton   | Lewis Hamilton   | Lewis Hamilton   | Mercedes            | Sebastian Vettel  | Összefoglaló | Sebastian Vettel | 6     |
| 6  | Monacói nagydíj    | Kimi Räikkönen   | Sergio Pérez     | Sebastian Vettel | Ferrari             | Sebastian Vettel  | Összefoglaló | Sebastian Vettel | 25    |
| 7  | Kanadai nagydíj    | Lewis Hamilton   | Lewis Hamilton   | Lewis Hamilton   | Mercedes            | Sebastian Vettel  | Összefoglaló | Sebastian Vettel | 12    |
| 8  | Azeri nagydíj      | Lewis Hamilton   | Sebastian Vettel | Daniel Ricciardo | Red Bull-TAG Heuer  | Lance Stroll      | Összefoglaló | Sebastian Vettel | 14    |
| 9  | Osztrák nagydíj    | Valtteri Bottas  | Lewis Hamilton   | Valtteri Bottas  | Mercedes            | Valtteri Bottas   | Összefoglaló | Sebastian Vettel | 20    |
| 10 | Brit nagydíj       | Lewis Hamilton   | Lewis Hamilton   | Lewis Hamilton   | Mercedes            | Daniel Ricciardo  | Összefoglaló | Sebastian Vettel | 1     |
| 11 | Magyar nagydíj     | Sebastian Vettel | Fernando Alonso  | Sebastian Vettel | Ferrari             | Kimi Räikkönen    | Összefoglaló | Sebastian Vettel | 14    |
| 12 | Belga nagydíj      | Lewis Hamilton   | Sebastian Vettel | Lewis Hamilton   | Mercedes            | Lewis Hamilton    | Összefoglaló | Sebastian Vettel | 7     |
| 13 | Olasz nagydíj      | Lewis Hamilton   | Daniel Ricciardo | Lewis Hamilton   | Mercedes            | Daniel Ricciardo  | Összefoglaló | Lewis Hamilton   | 3     |
| 14 | Szingapúri nagydíj | Sebastian Vettel | Lewis Hamilton   | Lewis Hamilton   | Mercedes            | Lewis Hamilton    | Összefoglaló | Lewis Hamilton   | 28    |
| 15 | Maláj nagydíj      | Lewis Hamilton   | Sebastian Vettel | Max Verstappen   | Red Bull-TAG Heuer  | Sebastian Vettel  | Összefoglaló | Lewis Hamilton   | 34    |
| 16 | Japán nagydíj      | Lewis Hamilton   | Valtteri Bottas  | Lewis Hamilton   | Mercedes            | Max Verstappen    | Összefoglaló | Lewis Hamilton   | 59    |
| 17 | Amerikai nagydíj   | Lewis Hamilton   | Sebastian Vettel | Lewis Hamilton   | Mercedes            | Max Verstappen    | Összefoglaló | Lewis Hamilton   | 66    |
| 18 | Mexikói nagydíj    | Sebastian Vettel | Sebastian Vettel | Max Verstappen   | Red Bull-TAG Heuer  | Sebastian Vettel  | Összefoglaló | Lewis Hamilton   | 56    |
| 19 | Brazil nagydíj     | Valtteri Bottas  | Max Verstappen   | Sebastian Vettel | Ferrari             | Lewis Hamilton    | Összefoglaló | Lewis Hamilton   | 43    |
| 20 | Abu-Dzabi nagydíj  | Valtteri Bottas  | Valtteri Bottas  | Valtteri Bottas  | Mercedes            | Valtteri Bottas   | Összefoglaló | Lewis Hamilton   | 46    |

## Eredmények

### Versenyzők
Pontozás:
| Helyezés | 1. | 2. | 3. | 4. | 5. | 6. | 7. | 8. | 9. | 10. | 11–20. |
| -------- | -- | -- | -- | -- | -- | -- | -- | -- | -- | --- | ------ |
| Pont     | 25 | 18 | 15 | 12 | 10 | 8  | 6  | 4  | 2  | 1   | 0      |

(Félkövér: pole-pozíció, dőlt: leggyorsabb kör, a színkódokról részletes információ itt található)
| Helyezés | Versenyző          | Rajt- szám | AUS | CHN | BHR | RUS | ESP | MON | CAN | AZE | AUT | GBR | HUN | BEL | ITA | SIN | MAL | JPN | USA | MEX | BRA | UAE | Pont |
| -------- | ------------------ | ---------- | --- | --- | --- | --- | --- | --- | --- | --- | --- | --- | --- | --- | --- | --- | --- | --- | --- | --- | --- | --- | ---- |
| 1.       | Lewis Hamilton     | 44         | 2   | 1   | 2   | 4   | 1   | 7   | 1   | 5   | 4   | 1   | 4   | 1   | 1   | 1   | 2   | 1   | 1   | 9   | 4   | 2   | 363  |
| 2.       | Sebastian Vettel   | 5          | 1   | 2   | 1   | 2   | 2   | 1   | 4   | 4   | 2   | 7   | 1   | 2   | 3   | ki  | 4   | ki  | 2   | 4   | 1   | 3   | 317  |
| 3.       | Valtteri Bottas    | 77         | 3   | 6   | 3   | 1   | ki  | 4   | 2   | 2   | 1   | 2   | 3   | 5   | 2   | 3   | 5   | 4   | 5   | 2   | 2   | 1   | 305  |
| 4.       | Kimi Räikkönen     | 7          | 4   | 5   | 4   | 3   | ki  | 2   | 7   | 14† | 5   | 3   | 2   | 4   | 5   | ki  | ni  | 5   | 3   | 3   | 3   | 4   | 205  |
| 5.       | Daniel Ricciardo   | 3          | ki  | 4   | 5   | ki  | 3   | 3   | 3   | 1   | 3   | 5   | ki  | 3   | 4   | 2   | 3   | 3   | ki  | ki  | 6   | ki  | 200  |
| 6.       | Max Verstappen     | 33         | 5   | 3   | ki  | 5   | ki  | 5   | ki  | ki  | ki  | 4   | 5   | ki  | 10  | ki  | 1   | 2   | 4   | 1   | 5   | 5   | 168  |
| 7.       | Sergio Pérez       | 11         | 7   | 9   | 7   | 6   | 4   | 13  | 5   | ki  | 7   | 9   | 8   | 17† | 9   | 5   | 6   | 7   | 8   | 7   | 9   | 7   | 100  |
| 8.       | Esteban Ocon       | 31         | 10  | 10  | 10  | 7   | 5   | 12  | 6   | 6   | 8   | 8   | 9   | 9   | 6   | 10  | 10  | 6   | 6   | 5   | ki  | 8   | 87   |
| 9.       | Carlos Sainz Jr.   | 55         | 8   | 7   | ki  | 10  | 7   | 6   | ki  | 8   | ki  | ki  | 7   | 10  | 14  | 4   | ki  | ki  | 7   | ki  | 11  | ki  | 54   |
| 10.      | Nico Hülkenberg    | 27         | 11  | 12  | 9   | 8   | 6   | ki  | 8   | Ki  | 13  | 6   | 17† | 6   | 13  | ki  | 16  | ki  | ki  | ki  | 10  | 6   | 43   |
| 11.      | Felipe Massa       | 19         | 6   | 14  | 6   | 9   | 13  | 9   | ki  | ki  | 9   | 10  | vi  | 8   | 8   | 11  | 9   | 10  | 9   | 11  | 7   | 10  | 43   |
| 12.      | Lance Stroll       | 18         | ki  | ki  | ki  | 11  | 16  | 15† | 9   | 3   | 10  | 16  | 14  | 11  | 7   | 8   | 8   | ki  | 11  | 6   | 16  | 18  | 40   |
| 13.      | Romain Grosjean    | 8          | ki  | 11  | 8   | ki  | 10  | 8   | 10  | 13  | 6   | 13  | ki  | 7   | 15  | 9   | 13  | 9   | 14  | 15  | 15  | 11  | 28   |
| 14.      | Kevin Magnussen    | 20         | ki  | 8   | ki  | 13  | 14  | 10  | 12  | 7   | ki  | 12  | 13  | 15  | 11  | ki  | 12  | 8   | 16  | 8   | ki  | 13  | 19   |
| 15.      | Fernando Alonso    | 14         | ki  | ki  | 14† | ni  | 12  |     | 16† | 9   | ki  | ki  | 6   | ki  | 17† | ki  | 11  | 11  | ki  | 10  | 8   | 9   | 17   |
| 16.      | Stoffel Vandoorne  | 2          | 13  | ki  | ni  | 14  | ki  | ki  | 14  | 12  | 12  | 11  | 10  | 14  | ki  | 7   | 7   | 14  | 12  | 12  | ki  | 12  | 13   |
| 17.      | Jolyon Palmer      | 30         | ki  | 13  | 13  | ki  | 15  | 11  | 11  | ki  | 11  | ni  | 12  | 13  | ki  | 6   | 15  | 12  |     |     |     |     | 8    |
| 18.      | Pascal Wehrlein    | 94         | vi  |     | 11  | 16  | 8   | ki  | 15  | 10  | 14  | 17  | 15  | ki  | 16  | 12  | 17  | 15  | ki  | 14  | 14  | 14  | 5    |
| 19.      | Danyiil Kvjat      | 26         | 9   | ki  | 12  | 12  | 9   | 14† | ki  | ki  | 16  | 15  | 11  | 12  | 12  | ki  |     |     | 10  |     |     |     | 5    |
| 20.      | Marcus Ericsson    | 9          | ki  | 15  | ki  | 15  | 11  | ki  | 13  | 11  | 15  | 14  | 16  | 16  | 18† | ki  | 18  | ki  | 15  | ki  | 13  | 17  | 0    |
| 21.      | Pierre Gasly       | 10         |     |     |     |     |     |     |     |     |     |     |     |     |     |     | 14  | 13  |     | 13  | 12  | 16  | 0    |
| 22.      | Antonio Giovinazzi | 36         | 12  | ki  |     |     |     |     |     |     |     |     |     |     |     |     |     |     |     |     |     |     | 0    |
| 23.      | Brendon Hartley    | 28         |     |     |     |     |     |     |     |     |     |     |     |     |     |     |     |     | 13  | ki  | ki  | 15  | 0    |
| –        | Jenson Button      | 22         |     |     |     |     |     | ki  |     |     |     |     |     |     |     |     |     |     |     |     |     |     | 0    |
| –        | Paul di Resta      | 40         |     |     |     |     |     |     |     |     |     |     | ki  |     |     |     |     |     |     |     |     |     | 0    |
| Helyezés | Versenyző          | Rajt- szám | AUS | CHN | BHR | RUS | ESP | MON | CAN | AZE | AUT | GBR | HUN | BEL | ITA | SIN | MAL | JPN | USA | MEX | BRA | UAE | Pont |

Megjegyzés:
- † – Nem fejezte be a futamot, de rangsorolva lett, mert teljesítette a versenytáv 90%-át.

### Konstruktőrök
| Helyezés | Csapat               | Rajt- szám | AUS | CHN | BHR | RUS | ESP | MON | CAN | AZE | AUT | GBR | HUN | BEL | ITA | SIN | MAL | JPN | USA | MEX | BRA | UAE | Pont |
| -------- | -------------------- | ---------- | --- | --- | --- | --- | --- | --- | --- | --- | --- | --- | --- | --- | --- | --- | --- | --- | --- | --- | --- | --- | ---- |
| 1.       | Mercedes             | 44         | 2   | 1   | 2   | 4   | 1   | 7   | 1   | 5   | 4   | 1   | 4   | 1   | 1   | 1   | 2   | 1   | 1   | 9   | 4   | 2   | 668  |
| 1.       | Mercedes             | 77         | 3   | 6   | 3   | 1   | ki  | 4   | 2   | 2   | 1   | 2   | 3   | 5   | 2   | 3   | 5   | 4   | 5   | 2   | 2   | 1   | 668  |
| 2.       | Ferrari              | 5          | 1   | 2   | 1   | 2   | 2   | 1   | 4   | 4   | 2   | 7   | 1   | 2   | 3   | ki  | 4   | ki  | 2   | 4   | 1   | 3   | 522  |
| 2.       | Ferrari              | 7          | 4   | 5   | 4   | 3   | ki  | 2   | 7   | 14† | 5   | 3   | 2   | 4   | 5   | ki  | ni  | 5   | 3   | 3   | 3   | 4   | 522  |
| 3.       | Red Bull-TAG Heuer   | 3          | ki  | 4   | 5   | ki  | 3   | 3   | 3   | 1   | 3   | 5   | ki  | 3   | 4   | 2   | 3   | 3   | ki  | ki  | 6   | ki  | 368  |
| 3.       | Red Bull-TAG Heuer   | 33         | 5   | 3   | ki  | 5   | ki  | 5   | ki  | ki  | ki  | 4   | 5   | ki  | 10  | ki  | 1   | 2   | 4   | 1   | 5   | 5   | 368  |
| 4.       | Force India-Mercedes | 11         | 7   | 9   | 7   | 6   | 4   | 13  | 5   | ki  | 7   | 9   | 8   | 17† | 9   | 5   | 6   | 7   | 8   | 7   | 9   | 7   | 187  |
| 4.       | Force India-Mercedes | 31         | 10  | 10  | 10  | 7   | 5   | 12  | 6   | 6   | 8   | 8   | 9   | 9   | 6   | 10  | 10  | 6   | 6   | 5   | ki  | 8   | 187  |
| 5.       | Williams-Mercedes    | 18         | ki  | ki  | ki  | 11  | 16  | 15† | 9   | 3   | 10  | 16  | 14  | 11  | 7   | 8   | 8   | ki  | 11  | 6   | 16  | 18  | 83   |
| 5.       | Williams-Mercedes    | 19         | 6   | 14  | 6   | 9   | 13  | 9   | ki  | ki  | 9   | 10  | vi  | 8   | 8   | 11  | 9   | 10  | 9   | 11  | 7   | 10  | 83   |
| 5.       | Williams-Mercedes    | 40         |     |     |     |     |     |     |     |     |     |     | ki  |     |     |     |     |     |     |     |     |     | 83   |
| 6.       | Renault              | 27         | 11  | 12  | 9   | 8   | 6   | ki  | 8   | ki  | 13  | 6   | 17† | 6   | 13  | ki  | 16  | ki  | ki  | ki  | 10  | 6   | 57   |
| 6.       | Renault              | 30         | ki  | 13  | 13  | ki  | 15  | 11  | 11  | ki  | 11  | ni  | 12  | 13  | ki  | 6   | 15  | 12  |     |     |     |     | 57   |
| 6.       | Renault              | 55         |     |     |     |     |     |     |     |     |     |     |     |     |     |     |     |     | 7   | ki  | 11  | ki  | 57   |
| 7.       | Toro Rosso-Renault   | 10         |     |     |     |     |     |     |     |     |     |     |     |     |     |     | 14  | 13  |     | 13  | 12  | 16  | 53   |
| 7.       | Toro Rosso-Renault   | 26         | 9   | ki  | 12  | 12  | 9   | 14† | ki  | ki  | 16  | 15  | 11  | 12  | 12  | ki  |     |     | 10  |     |     |     | 53   |
| 7.       | Toro Rosso-Renault   | 28         |     |     |     |     |     |     |     |     |     |     |     |     |     |     |     |     | 13  | ki  | ki  | 15  | 53   |
| 7.       | Toro Rosso-Renault   | 55         | 8   | 7   | ki  | 10  | 7   | 6   | ki  | 8   | ki  | ki  | 7   | 10  | 14  | 4   | ki  | ki  |     |     |     |     | 53   |
| 8.       | Haas-Ferrari         | 8          | ki  | 11  | 8   | ki  | 10  | 8   | 10  | 13  | 6   | 13  | ki  | 7   | 15  | 9   | 13  | 9   | 14  | 15  | 15  | 11  | 47   |
| 8.       | Haas-Ferrari         | 20         | ki  | 8   | ki  | 13  | 14  | 10  | 12  | 7   | ki  | 12  | 13  | 15  | 11  | ki  | 12  | 8   | 16  | 8   | ki  | 13  | 47   |
| 9.       | McLaren-Honda        | 2          | 13  | ki  | ni  | 13  | ki  | ki  | 14  | 12  | 12  | 11  | 10  | 14  | ki  | 7   | 7   | 14  | 12  | 12  | ki  | 12  | 30   |
| 9.       | McLaren-Honda        | 14         | ki  | ki  | 14† | ni  | 12  |     | 16† | 9   | ki  | ki  | 6   | ki  | 17† | ki  | 11  | 11  | ki  | 10  | 8   | 9   | 30   |
| 9.       | McLaren-Honda        | 22         |     |     |     |     |     | ki  |     |     |     |     |     |     |     |     |     |     |     |     |     |     | 30   |
| 10.      | Sauber-Ferrari       | 9          | ki  | 15  | ki  | 15  | 11  | ki  | 13  | 11  | 15  | 14  | 16  | 16  | 18† | ki  | 18  | ki  | 15  | ki  | 13  | 17  | 5    |
| 10.      | Sauber-Ferrari       | 36         | 12  | ki  |     |     |     |     |     |     |     |     |     |     |     |     |     |     |     |     |     |     | 5    |
| 10.      | Sauber-Ferrari       | 94         | vi  |     | 11  | 16  | 8   | ki  | 15  | 10  | 14  | 17  | 15  | ki  | 16  | 12  | 17  | 15  | ki  | 14  | 14  | 14  | 5    |
| Helyezés | Csapat               | Rajt- szám | AUS | CHN | BHR | RUS | ESP | MON | CAN | AZE | AUT | GBR | HUN | BEL | ITA | SIN | MAL | JPN | USA | MEX | BRA | UAE | Pont |

Megjegyzés:
- † – Nem fejezte be a futamot, de rangsorolva lett, mert teljesítette a versenytáv 90%-át.

### Időmérő edzések
Színmagyarázat:
| Helyezés | Pole pozíció | A Q3-ba jutott | Kiesett a Q2-ben | Kiesett a Q1-ben | Nem kvalifikált | Nem vett részt       |
| -------- | ------------ | -------------- | ---------------- | ---------------- | --------------- | -------------------- |
| Színkód  | 1.           | 2–10.          | 11–15.           | 16–20.           | nk              | ni nem rendezték meg |

| Helyezés | Versenyző          | Rajt- szám | AUS | CHN | BHR | RUS | ESP | MON | CAN | AZE | AUT | GBR | HUN | BEL | ITA | SIN | MAL | JPN | USA | MEX | BRA | UAE |
| -------- | ------------------ | ---------- | --- | --- | --- | --- | --- | --- | --- | --- | --- | --- | --- | --- | --- | --- | --- | --- | --- | --- | --- | --- |
| 1.       | Lewis Hamilton     | 44         | 1   | 1   | 2   | 4   | 1   | 14  | 1   | 1   | 3†  | 1   | 4   | 1   | 1   | 5   | 1   | 1   | 1   | 3   | nk† | 2   |
| 2.       | Sebastian Vettel   | 5          | 2   | 2   | 3   | 1   | 2   | 2   | 2   | 4   | 2   | 3   | 1   | 2   | 8   | 1   | nk  | 3   | 2   | 1   | 2   | 3   |
| 3.       | Valtteri Bottas    | 77         | 3   | 3   | 1   | 3   | 3   | 3   | 3   | 2   | 1   | 4†  | 3   | 3   | 6   | 6   | 5   | 2†  | 3   | 4   | 1   | 1   |
| 4.       | Kimi Räikkönen     | 7          | 4   | 4   | 5   | 2   | 4   | 1   | 4   | 3   | 4   | 2   | 2   | 4   | 7   | 4   | 2   | 6†  | 5   | 5   | 3   | 5   |
| 5.       | Daniel Ricciardo   | 3          | 10† | 5   | 4   | 5   | 6   | 5   | 6   | 10  | 5   | 20† | 6   | 6   | 3†  | 3   | 4   | 4   | 4   | 7†  | 5†  | 4   |
| 6.       | Max Verstappen     | 33         | 5   | 19  | 6   | 7   | 5   | 4   | 5   | 5   | 6   | 5   | 5   | 5   | 2†  | 2   | 3   | 5   | 6†  | 2   | 4   | 6   |
| 7.       | Sergio Pérez       | 11         | 11  | 8   | 18  | 9   | 8   | 7   | 8   | 6   | 8   | 7   | 14  | 8   | 11  | 12  | 9   | 8   | 10  | 10  | 6   | 8   |
| 8.       | Esteban Ocon       | 31         | 14  | 20  | 14  | 10  | 10  | 16  | 9   | 7   | 9   | 8   | 12  | 9   | 5   | 14  | 6   | 7   | 7   | 6   | 11  | 9   |
| 9.       | Carlos Sainz Jr.   | 55         | 8   | 11  | 16  | 11  | 12  | 6   | 13  | 12  | 10  | 14  | 10  | 14  | 15† | 10  | 14  | 15† | 8   | 9   | 9   | 12  |
| 10.      | Nico Hülkenberg    | 27         | 12  | 7   | 7   | 8   | 13  | 12  | 10  | 14  | 11  | 6   | 7†  | 7   | 12† | 7   | 8   | 12  | 15† | 8   | 8   | 7   |
| 11.      | Felipe Massa       | 19         | 7   | 6   | 8   | 6   | 9   | 15  | 7   | 9   | 17  | 15  | ni  | 16† | 9   | 17  | 11  | 9   | 11  | 11  | 10  | 10  |
| 12.      | Lance Stroll       | 18         | 19† | 10  | 12  | 12  | 18  | 18  | 17  | 8   | 18  | 16  | 17  | 18  | 4   | 18  | 13  | 18  | 17† | 12  | 18† | 15  |
| 13.      | Romain Grosjean    | 8          | 6   | 17† | 9   | 20  | 14  | 8   | 14  | 17  | 7   | 10  | 15  | 12  | nk  | 15  | 16  | 16  | 14  | 19  | 12  | 16  |
| 14.      | Kevin Magnussen    | 20         | 17  | 12  | 20  | 14  | 11  | 13  | 18  | 13  | 15  | 17  | 16  | 13  | 16  | 16  | 17  | 13  | 20† | 18  | 14  | 14  |
| 15.      | Fernando Alonso    | 14         | 13  | 13  | 15  | 15  | 7   |     | 12  | 16† | 12  | 13† | 8   | 11  | 13† | 8   | 10  | 10† | 9   | 14† | 7   | 11  |
| 16.      | Stoffel Vandoorne  | 2          | 18  | 16  | 17  | 17† | 19  | 10† | 16  | 19† | 13  | 9   | 9   | 15† | 10† | 9   | 7   | 11  | 13† | 15† | 13  | 13  |
| 17.      | Jolyon Palmer      | 30         | 20  | 18† | 10  | 16  | 17  | 17  | 15  | nk  | 16  | 11  | 11  | 10  | 17† | 11  | 12  | 14  |     |     |     |     |
| 18.      | Pascal Wehrlein    | 94         | ni  |     | 13  | 18  | 15  | 19  | 20  | 15  | 20  | 18  | 18  | 20† | 19  | 19  | 18  | 20  | 19  | 17  | 16  | 18  |
| 19.      | Danyiil Kvjat      | 26         | 9   | 9   | 11  | 13  | 20  | 11  | 11  | 11  | 14  | 12  | 13† | 17  | 14  | 13  |     |     | 12  |     |     |     |
| 20.      | Marcus Ericsson    | 9          | 15  | 14  | 19  | 19  | 16  | 20  | 19  | 18  | 19  | 19  | 20  | 19† | 18  | 20  | 19  | 19  | 16  | 16  | 19† | 19  |
| 21.      | Pierre Gasly       | 10         |     |     |     |     |     |     |     |     |     |     |     |     |     |     | 15  | 17  |     | nk† | 17† | 17  |
| 22.      | Antonio Giovinazzi | 36         | 16  | 15† |     |     |     |     |     |     |     |     |     |     |     |     |     |     |     |     |     |     |
| 23.      | Brendon Hartley    | 28         |     |     |     |     |     |     |     |     |     |     |     |     |     |     |     |     | 18† | 13† | 15† | 20† |
| 24.      | Jenson Button      | 22         |     |     |     |     |     | 9†  |     |     |     |     |     |     |     |     |     |     |     |     |     |     |
| 25.      | Paul di Resta      | 40         |     |     |     |     |     |     |     |     |     |     | 19  |     |     |     |     |     |     |     |     |     |
| Helyezés | Versenyző          | Rajt- szám | AUS | CHN | BHR | RUS | ESP | MON | CAN | AZE | AUT | GBR | HUN | BEL | ITA | SIN | MAL | JPN | USA | MEX | BRA | UAE |

Megjegyzés: A táblázatban az időmérő edzésen elért eredmények szerepelnek, és nem a végleges rajtpozíciók.
- † – A rajtpozíció változott az időmérő edzésen elért helyezéshez képest (nem számítva az egyik versenyző hátrasorolásából következő előrelépést, és a bokszutcából való indulást). A részletekért lásd a futamok szócikkeit.

## Statisztikák

### Versenyzők
| #   | +/- | Versenyző          | Rsz. | Csapat                 | Rajt | Gy | DH | PP | LK | Pont | P+/– |
| --- | --- | ------------------ | ---- | ---------------------- | ---- | -- | -- | -- | -- | ---- | ---- |
| 1.  | +1  | Lewis Hamilton     | 44   | Mercedes               | 20   | 9  | 13 | 11 | 7  | 363  | –17  |
| 2.  | +2  | Sebastian Vettel   | 5    | Ferrari                | 20   | 5  | 13 | 4  | 5  | 317  | +105 |
| 3.  | +5  | Valtteri Bottas    | 77   | Mercedes               | 20   | 3  | 13 | 4  | 2  | 305  | +220 |
| 4.  | +2  | Kimi Räikkönen     | 7    | Ferrari                | 19   | 0  | 7  | 1  | 2  | 205  | +19  |
| 5.  | –2  | Daniel Ricciardo   | 3    | Red Bull-TAG Heuer     | 20   | 1  | 9  | 0  | 1  | 200  | –56  |
| 6.  | –1  | Max Verstappen     | 33   | Red Bull-TAG Heuer     | 20   | 2  | 4  | 0  | 1  | 168  | –36  |
| 7.  | 0   | Sergio Pérez       | 11   | Force India-Mercedes   | 20   | 0  | 0  | 0  | 1  | 100  | –1   |
| 8.  | +15 | Esteban Ocon       | 31   | Force India-Mercedes   | 20   | 0  | 0  | 0  | 0  | 87   | +87  |
| 9.  | +3  | Carlos Sainz Jr.   | 55   | Toro Rosso-Renault [1] | 20   | 0  | 0  | 0  | 0  | 54   | +8   |
| 10. | –1  | Nico Hülkenberg    | 27   | Renault                | 20   | 0  | 0  | 0  | 0  | 43   | –29  |
| 11. | 0   | Felipe Massa       | 19   | Williams-Mercedes      | 19   | 0  | 0  | 0  | 0  | 43   | –10  |
| 12. | 0–  | Lance Stroll       | 18   | Williams-Mercedes      | 20   | 0  | 1  | 0  | 0  | 40   | –    |
| 13. | 0   | Romain Grosjean    | 8    | Haas-Ferrari           | 20   | 0  | 0  | 0  | 0  | 28   | –1   |
| 14. | +2  | Kevin Magnussen    | 20   | Haas-Ferrari           | 20   | 0  | 0  | 0  | 0  | 19   | +12  |
| 15. | –5  | Fernando Alonso    | 14   | McLaren-Honda          | 18   | 0  | 0  | 0  | 1  | 17   | –37  |
| 16. | +4  | Stoffel Vandoorne  | 2    | McLaren-Honda          | 19   | 0  | 0  | 0  | 0  | 13   | +12  |
| 17. | +1  | Jolyon Palmer      | 30   | Renault                | 15   | 0  | 0  | 0  | 0  | 8    | +7   |
| 18. | +1  | Pascal Wehrlein    | 94   | Sauber-Ferrari         | 18   | 0  | 0  | 0  | 0  | 5    | +4   |
| 19. | –5  | Danyiil Kvjat      | 26   | Toro Rosso-Renault     | 15   | 0  | 0  | 0  | 0  | 5    | –20  |
| 20. | +2  | Marcus Ericsson    | 9    | Sauber-Ferrari         | 20   | 0  | 0  | 0  | 0  | 0    | 0    |
| 21. | 0–  | Pierre Gasly       | 10   | Toro Rosso-Renault     | 5    | 0  | 0  | 0  | 0  | 0    | –    |
| 22. | 0–  | Antonio Giovinazzi | 36   | Sauber-Ferrari         | 2    | 0  | 0  | 0  | 0  | 0    | –    |
| 23. | 0–  | Brendon Hartley    | 28   | Toro Rosso-Renault     | 4    | 0  | 0  | 0  | 0  | 0    | –    |
| 24. | –9  | Jenson Button      | 22   | McLaren-Honda          | 1    | 0  | 0  | 0  | 0  | 0    | –21  |
| 25. | 0–  | Paul di Resta      | 40   | Williams-Mercedes      | 1    | 0  | 0  | 0  | 0  | 0    | –    |

Megjegyzés:
- ↑ 1:  Carlos Sainz Jr. a szezon utolsó négy futamán másik csapatnál versenyzett.

### Konstruktőrök
| #   | +/- | Csapat      | Modell     | Motor     | Gumi | Rajt | Gy | DH | PP | LK | Pont | P+/– |
| --- | --- | ----------- | ---------- | --------- | ---- | ---- | -- | -- | -- | -- | ---- | ---- |
| 1.  | 0   | Mercedes    | W08 Hybrid | Mercedes  | P    | 20   | 12 | 26 | 15 | 9  | 668  | –97  |
| 2.  | +1  | Ferrari     | SF70H      | Ferrari   | P    | 20   | 5  | 20 | 5  | 7  | 522  | +124 |
| 3.  | –1  | Red Bull    | RB13       | TAG Heuer | P    | 20   | 3  | 13 | 0  | 2  | 368  | –100 |
| 4.  | 0   | Force India | VJM10      | Mercedes  | P    | 20   | 0  | 0  | 0  | 1  | 187  | +14  |
| 5.  | 0   | Williams    | FW40       | Mercedes  | P    | 20   | 0  | 1  | 0  | 0  | 83   | –55  |
| 6.  | +3  | Renault     | RS17       | Renault   | P    | 20   | 0  | 0  | 0  | 0  | 57   | +49  |
| 7.  | 0   | Toro Rosso  | STR12      | Renault   | P    | 20   | 0  | 0  | 0  | 0  | 53   | –10  |
| 8.  | 0   | Haas        | VF-17      | Ferrari   | P    | 20   | 0  | 0  | 0  | 0  | 47   | +18  |
| 9.  | –3  | McLaren     | MCL32      | Honda     | P    | 20   | 0  | 0  | 0  | 1  | 30   | –46  |
| 10. | 0   | Sauber      | C36        | Ferrari   | P    | 20   | 0  | 0  | 0  | 0  | 5    | +3   |

### Csapattársak egymás elleni eredményei
Megjegyzés: Döntetlen esetén (ha az időmérő edzéseken egyik pilóta sem tudta kvalifikálni magát a futamra; ha a versenyen mindkét pilóta kiesett vagy helyezetlenül ért célba; továbbá ha a korábbi csapattárs helyett más pilóta volt a csapattársa a futamon) a verseny nem számít bele az egymás elleni állásba. Ugyanez a helyzet áll fenn akkor, ha a csapat nem vett részt az adott nagydíjon. Emiatt előfordul, hogy egyes csapatoknál a szezon végén nem jön ki mind a 20 verseny.
| Időmérő edzések | Időmérő edzések   | Időmérő edzések | Időmérő edzések    | Időmérő edzések | Csapat               | Versenyek | Versenyek         | Versenyek | Versenyek          | Versenyek |
| Rajtszám        | Pilóta            | Állás           | Pilóta             | Rajtszám        | Csapat               | Rajtszám  | Pilóta            | Állás     | Pilóta             | Rajtszám  |
| --------------- | ----------------- | --------------- | ------------------ | --------------- | -------------------- | --------- | ----------------- | --------- | ------------------ | --------- |
| 44              | Lewis Hamilton    | 13–7            | Valtteri Bottas    | 77              | Mercedes             | 44        | Lewis Hamilton    | 12–8      | Valtteri Bottas    | 77        |
| 5               | Sebastian Vettel  | 15–5            | Kimi Räikkönen     | 7               | Ferrari              | 5         | Sebastian Vettel  | 16–3      | Kimi Räikkönen     | 7         |
| 3               | Daniel Ricciardo  | 7–13            | Max Verstappen     | 33              | Red Bull-TAG Heuer   | 3         | Daniel Ricciardo  | 9–11      | Max Verstappen     | 33        |
| 11              | Sergio Pérez      | 13–7            | Esteban Ocon       | 31              | Force India-Mercedes | 11        | Sergio Pérez      | 12–8      | Esteban Ocon       | 31        |
| 18              | Lance Stroll      | 2–17            | Felipe Massa       | 19              | Williams-Mercedes    | 18        | Lance Stroll      | 6–13      | Felipe Massa       | 19        |
| 18              | Lance Stroll      | 1–0             | Paul di Resta      | 40              | Williams-Mercedes    | 18        | Lance Stroll      | 1–0       | Paul di Resta      | 40        |
| 27              | Nico Hülkenberg   | 16–0            | Jolyon Palmer      | 30              | Renault              | 27        | Nico Hülkenberg   | 9–6       | Jolyon Palmer      | 30        |
| 27              | Nico Hülkenberg   | 3–1             | Carlos Sainz Jr.   | 55              | Renault              | 27        | Nico Hülkenberg   | 2–1       | Carlos Sainz Jr.   | 55        |
| 10              | Pierre Gasly      | 1–2             | Brendon Hartley    | 28              | Toro Rosso-Renault   | 10        | Pierre Gasly      | 2–1       | Brendon Hartley    | 28        |
| 10              | Pierre Gasly      | 0–2             | Carlos Sainz Jr.   | 55              | Toro Rosso-Renault   | 10        | Pierre Gasly      | 2–0       | Carlos Sainz Jr.   | 55        |
| 26              | Danyiil Kvjat     | 6–8             | Carlos Sainz Jr.   | 55              | Toro Rosso-Renault   | 26        | Danyiil Kvjat     | 4–9       | Carlos Sainz Jr.   | 55        |
| 26              | Danyiil Kvjat     | 1–0             | Brendon Hartley    | 39              | Toro Rosso-Renault   | 26        | Danyiil Kvjat     | 1–0       | Brendon Hartley    | 39        |
| 8               | Romain Grosjean   | 12–8            | Kevin Magnussen    | 20              | Haas-Ferrari         | 8         | Romain Grosjean   | 10–9      | Kevin Magnussen    | 20        |
| 2               | Stoffel Vandoorne | 3–16            | Fernando Alonso    | 14              | McLaren-Honda        | 2         | Stoffel Vandoorne | 9–9       | Fernando Alonso    | 14        |
| 2               | Stoffel Vandoorne | 0–1             | Jenson Button      | 22              | McLaren-Honda        | 2         | Stoffel Vandoorne | 0–0       | Jenson Button      | 22        |
| 9               | Marcus Ericsson   | 2–0             | Antonio Giovinazzi | 36              | Sauber-Ferrari       | 9         | Marcus Ericsson   | 1–1       | Antonio Giovinazzi | 36        |
| 9               | Marcus Ericsson   | 7–11            | Pascal Wehrlein    | 94              | Sauber-Ferrari       | 9         | Marcus Ericsson   | 6–11      | Pascal Wehrlein    | 94        |

#### Csapat színkódok
| Csapat  | Mercedes | Red Bull | Ferrari | Force India | Williams | McLaren | Toro Rosso | Haas | Renault | Sauber |
| ------- | -------- | -------- | ------- | ----------- | -------- | ------- | ---------- | ---- | ------- | ------ |
| Színkód |          |          |         |             |          |         |            |      |         |        |